# 女孩

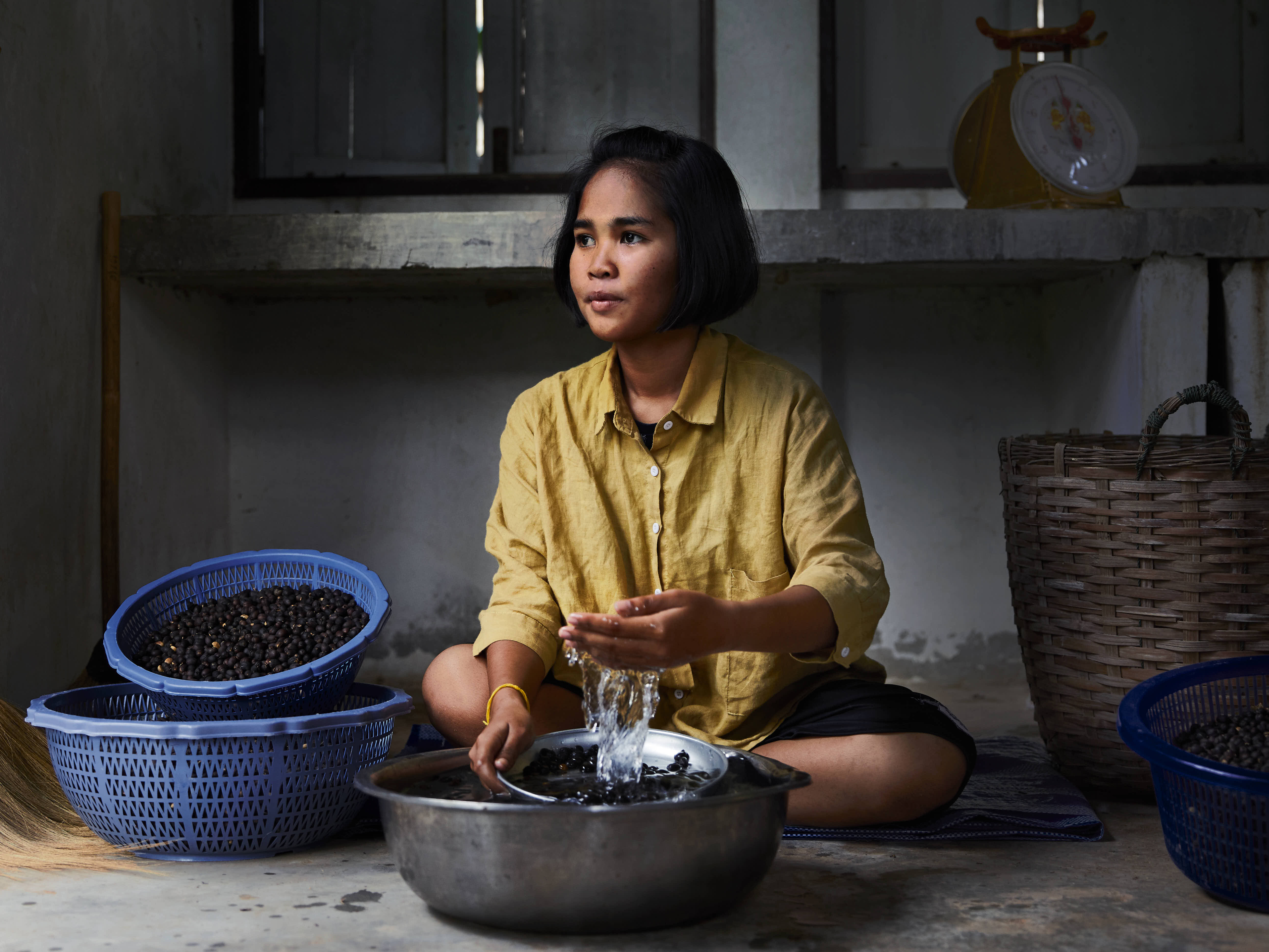

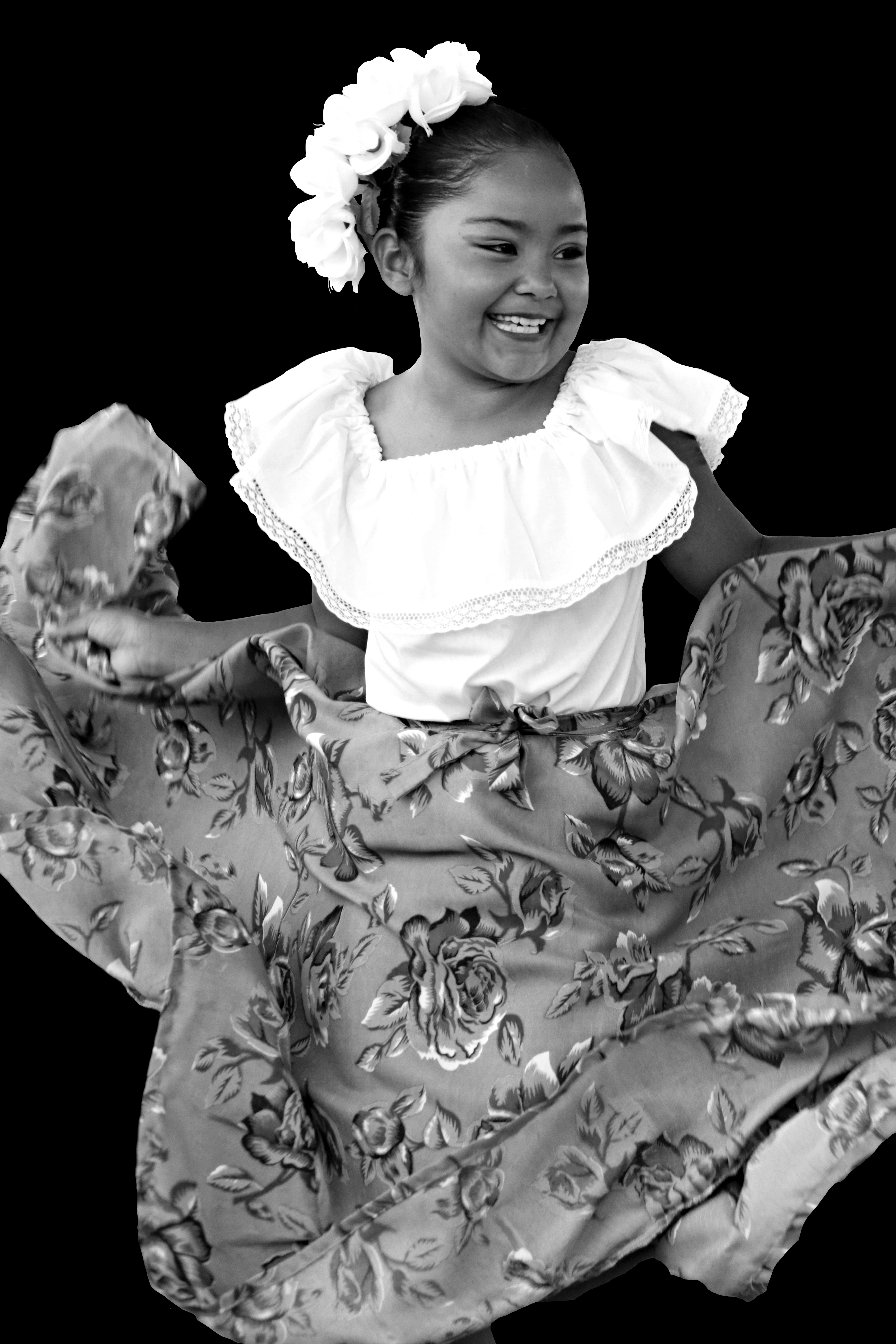
一名女孩

女孩（英語：Girl）是指年轻的（通常是儿童或青少年）女性。当女性成年后，通常称“女人”，从一个女孩变為一个女人的年龄在不同的社会定义各不相同。不过基本上都认为青少年期向成年期的转变年龄在15岁至20岁之间。
女孩其实有两种不同的年龄意义。最传统和常用的含义是“女性孩童”，有时作为“女儿”的同义词。这种称呼往往用于婴儿至12岁左右的女性，这个年龄之后她们更多地被称为少女、女青年、女青、女郎或泛稱年青女性。
但现在女孩的用法更为宽泛，这个词也可以用来指年轻的女人，可以几乎涵盖所有0岁至20岁代的女性，或者年龄更大但看上去比较年轻的女性，以及一些年长人士（指中老年人）对比自己年幼很多的女性称呼或是一个成年人（通常是女性）用来称呼成年女性朋友的爱称。
从历史上来看，女孩的待遇和地位通常与女性在该文化中的地位密切相关。在妇女社会地位低下的文化中，女孩可能会被父母遗弃，国家可能会减少对女孩的服务投资。所以面对女孩常常受到歧视和对她们社会角色的限制，联合国计划在2010年之前消除女孩在受教育权方面的不平等。对于女孩和男孩的社会角色的形成和差别，始终存在着“先天决定论”（或基因决定论）与“后天决定论”（或环境决定论）的争论。女孩在艺术、文学和流行文化中以什么形象出现往往反映了社会对女孩性别角色的认知。女孩的成长环境从与男孩相对相同到完整的性别隔离和完全不同的性别角色。

## 用法
女孩是一个近代才出现的双字词，传统的用法是指年龄小的女性，往往在10岁以下。并且在口语用的时候，还可以加一个后缀成为女孩子，有一种亲昵的意味。古代多以女娃、女童來稱女性兒童。而近来女孩这个词的使用空间逐渐变大，甚至可以涵盖20岁以下或者年龄更大但看上去比较年轻的女性。不过最近这个词正在另一个含义更宽泛的词女生所取代。这里的「女生」源自台灣，并不限于正在上学或者处于上学年龄的女孩，而是可以指青年期的成年的女性。

### 各地同（近）義方言
普通話：小姑娘
中国北方：小嫚兒（青島等）、小妮子、小識字班（魯南部份地區）、小閨女（胶辽官话区）。丫头
中國大陸網絡：妹子、小姐姐
吳語：小娘、院主兒（温州）
粤语：女仔、儬妹。
长沙话：妹陀。
武汉话：姑娘伢（er）
台灣話、台灣華語：少女。
日文中 shoujo也勉強譯作「少女」，但它本身包含的意義更為複雜。指涉的是無知、沒有 sexuality、像永不長大的寵物、擁有 kawaii，譯作「可愛」，是氣質、對別人沒有威脅的理想化女兒、妹妹身份（Napier 1998），而Treat这个词更申辯的是在資本主義—消費主義建構下的「第三種性/別」：既不是「男」亦不是「女」，而是「遠離異性戀的生產經濟」的自戀個體（Treat 1996）。
美式英語：GAL，但這個用法對象不能過小，所以其實是專指青少年女性，而不是女性兒童。

## 人口統計數據
全世界共有21.8億人年齡在18歲以下（聯合國兒童基金會2004年的估算），其中超過10億是女孩。從出生开始，女孩的人數稍佔劣勢。其中有自然原因（從18世紀開始的統計顯示人類出生時性別比例約為105個男孩對100個女孩），也有父母刻意選擇性別的缘故。
雖然经济、社会及文化权利国际公约要求“初等教育應該強制實行並且免費提供”，但是女孩獲得小學教育的比例（70%相對男孩的74%）和獲得中學教育的比例（59%對65%）仍然稍低於男孩。對此，千年发展目标致力於消除這一不平等，並且自1990年以來這一比例已經大幅接近。

## 生理學

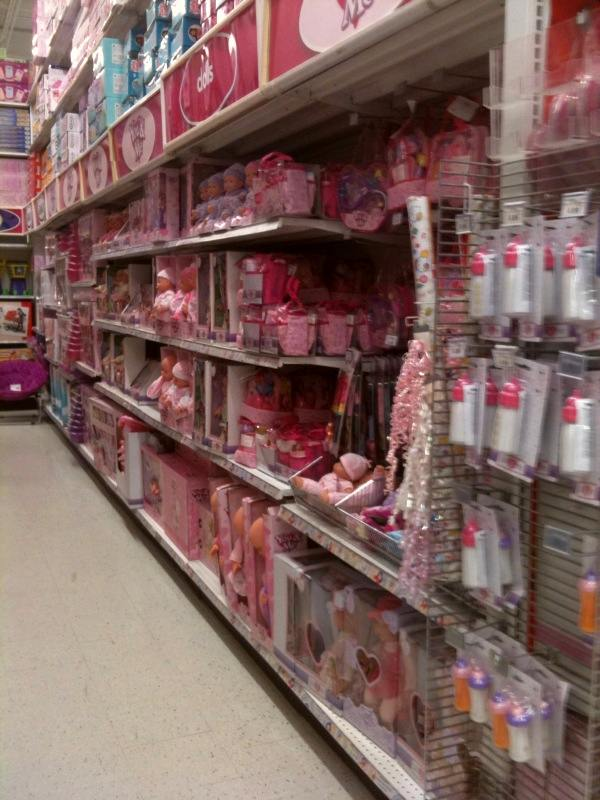
一排粉紅色的女生玩具.

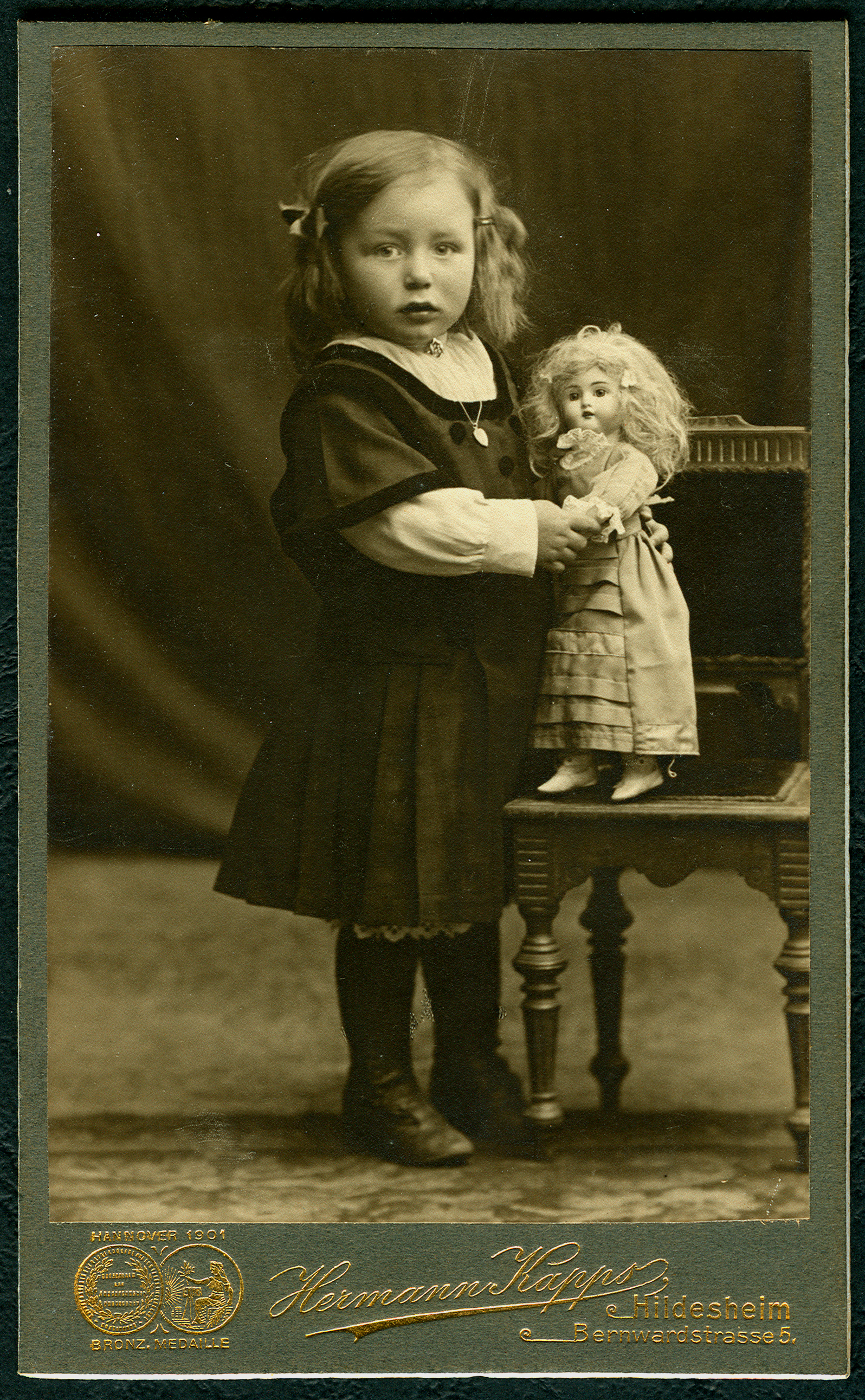
女孩和洋娃娃（傳統上標準的女孩玩具），由Hermann Kapps拍攝

一般來說，女性會有二個X染色體（XX），分別來自其父母，因此會發展出女性的特徵。
每一千個女性中會有一個在出生時就有三個X染色體（47,XXX），女性出生時只有一個X染色體（45,X）的機率是介於1/2000到1/5000。
女孩通常有女性生殖系統。而間性別的兒童，或是出生時性別指定為男性的跨性別兒童，也可能對自身的性別認同為女孩。
女孩的身體在青春期時會逐漸產生變化。青春期是身體轉變的過程，從儿童的身體轉變為生殖機能及生理機能成熟的成年人。青春期是由脑部的激素傳導到生殖腺所引發。由於激素信號的影響，生殖腺會分泌性激素刺激性冲动，以及脑、骨骼、肌肉、血液、皮膚、頭髮、乳房及生殖器等部位的成長及相關機能。人在身高及體重上的成長在青春期的前半段會加速進行，一直進行到發育為成人時為止。男孩和女孩在青春期之前，其生理差異主要只在性器官。青春期一般是在十歲到十六歲之間出現，不過也會因個人而不同。女孩青春期開始的主要標誌是初潮（第一次的月經），平均是在十二歲到十三歲時出現。

### 性別與環境
生理性別和環境之間的影響還未能完全被人瞭解。出生後就分開的同卵雙胞胎姊妹在數十年後再相聚，兩人之間有驚人的相似之處，也有驚人的差異。2005年埃默里大學的Kim Wallen認為：「我想先天與後天的問題是沒有意義的，因為這是二個獨立的因素，所有的事都受到先天與後天的影響。」Wallen提到性別差異在很早就出現了，表現在男性及女性會有各自喜好的活動即可看出。
女性特質是一般認定和女孩和女人有關的特質、行為以及角色。女性特質是社會建構的，但是是由社會定義的因素以及生理產生的因素共同組成。因此這和生理上雌性的定義有所不同，因為不論雄性或是雌性都會出現女性特質。傳統上視為女性特質的特徵有温柔、同理心及敏感，不過和女性有關的特質也會依地區及情境而有所不同，而且也會受到許多社會及文化因素的影響。
性別中性是指在政策、語言及制度上不要因為人的生理性別或社會性別而區分其角色，避免因為严格的性别角色所帶來的歧視。兩性共享是指適合所有性別的事物。有關兩性共享玩具的活動包括讓玩具就是玩具。

## 歷史

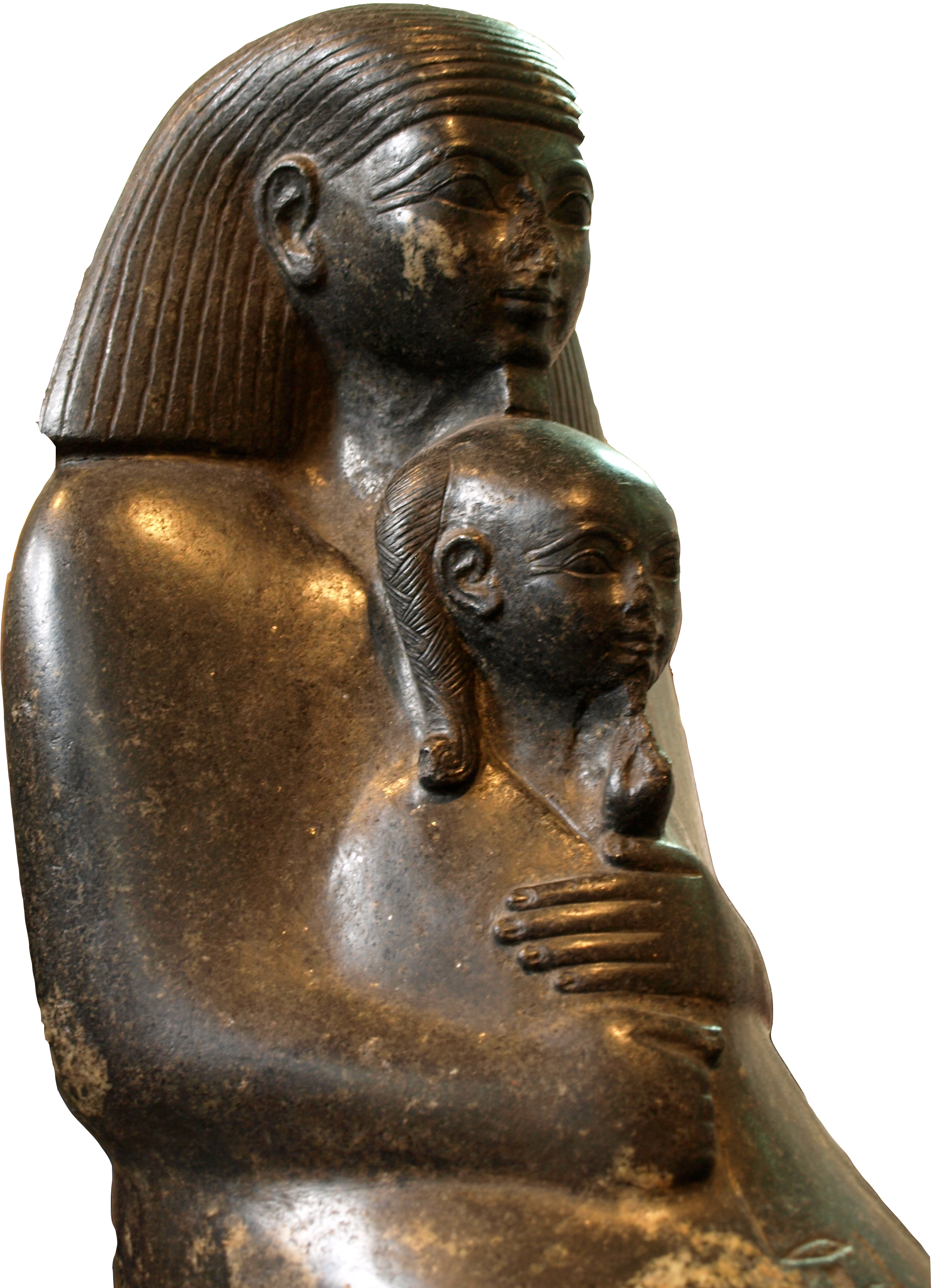
涅弗鲁利公主還是女孩時，坐在私人教師塞那莫特的腿上。古埃及的女孩和女人有較高的社會地位

在世界各國的歷史中，各文化中女孩的地位和女性的地位明顯相關。若女性的地位和男性較平等，社會也比較會關注女孩的需要。

### 女孩的教育

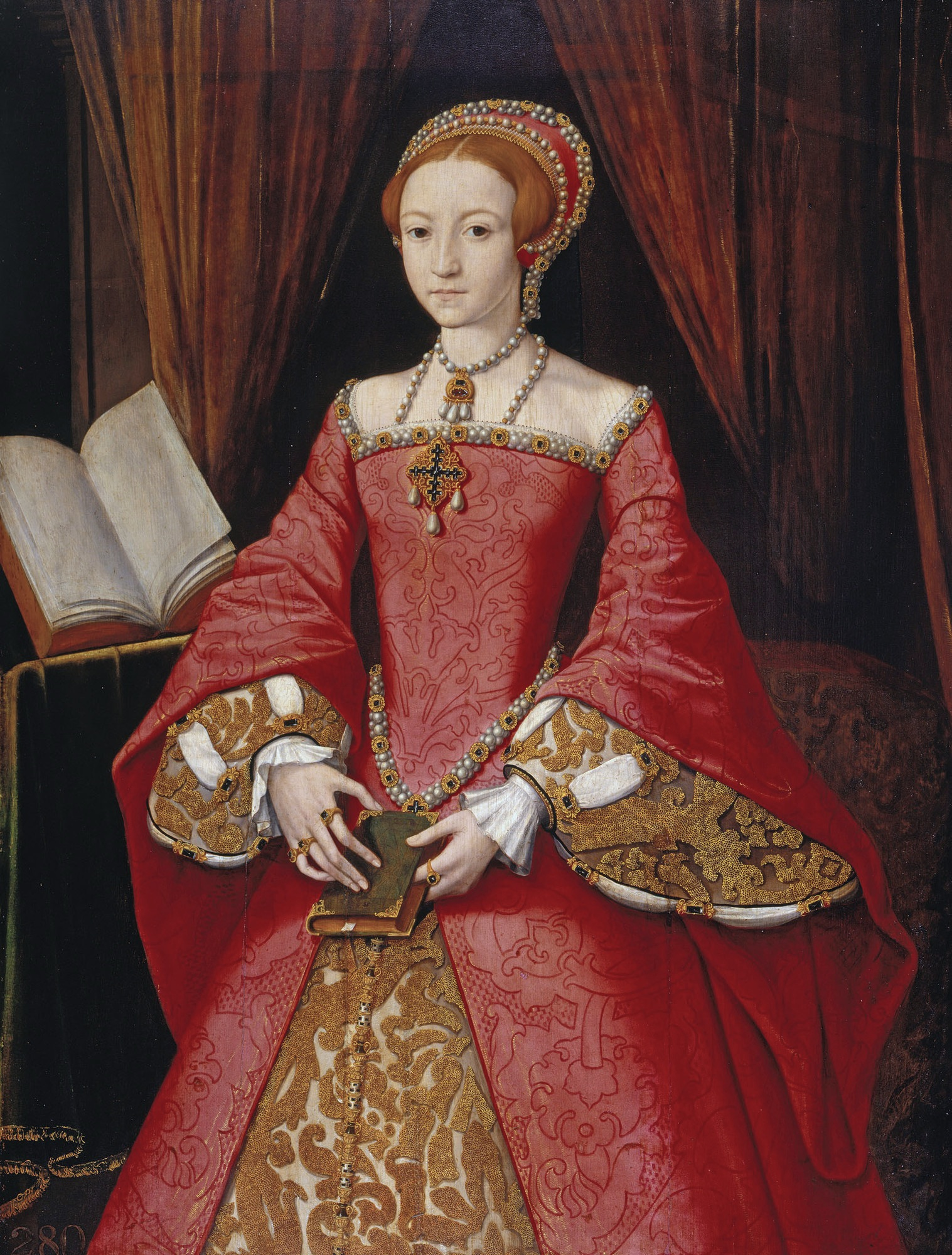
13歲時的伊丽莎白一世

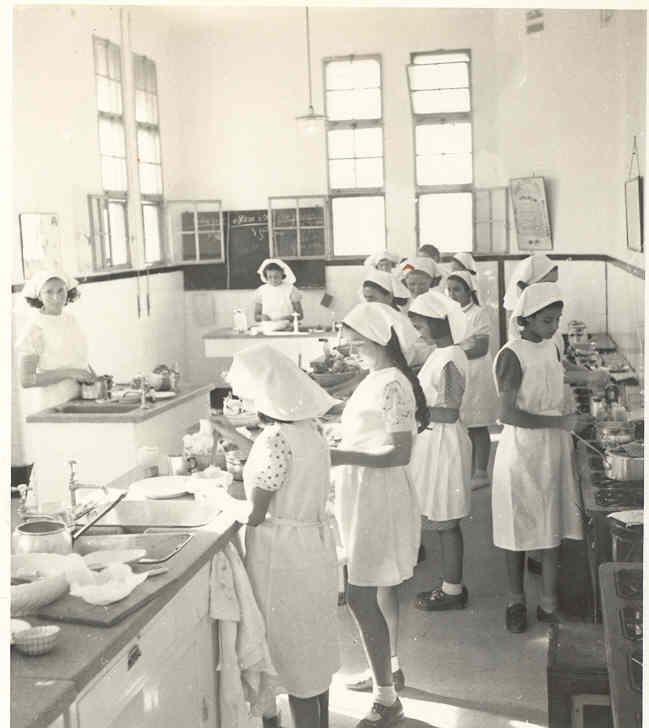
1936年耶路撒冷的一所女校學生，當時針對女孩的教育目的多為培養她們成為妻子和主婦

古埃及涅弗鲁利公主在她母親，女法老哈特谢普苏特登基後成長古埃及的女性的社會地位較其他國家要高，法老的女兒也是如此。涅弗鲁利公主接受了最好的教育，她的私人教師是女法老最信任的顧問。涅弗鲁利公主長大後，她的媽媽是法老，但她執行了許多女王的職責。古埃及時女性和男性已經相當平等，不過在性別角色上仍有重要的差異。例如男性擔任政府的文士，而女性擔任和家庭比較關的工作，例如農業、烤麵包和釀造啤酒等。不過也有許多的女性（尤其是上流社會中的女性）從事商業及貿易工作（例如調香師），也有些在神殿中工作。因此男孩和女孩的教育就有所不同。男孩可以在正式學校上課，學習讀、寫以及數學。女孩則在家中接受教育，學習她母親工作中的內容。不過也有一些女性識字，成為學者，例如希帕提婭。 

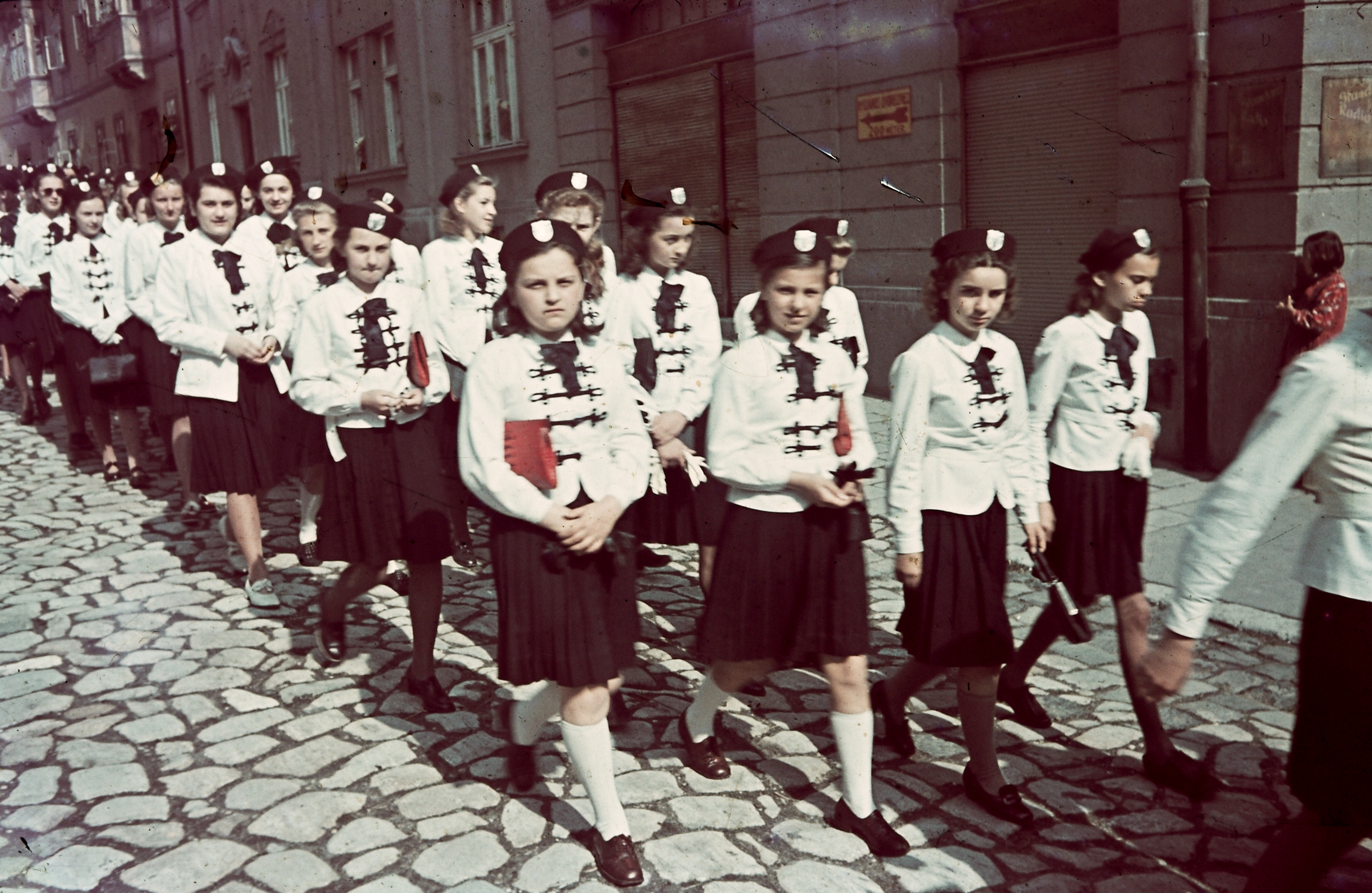
匈牙利杰尔的女學生，1939年

傳統上會認為女孩的正式學校教育不如男孩們的教育重要。歐洲在印刷術及宗教改革使識字率提昇之前，更是如此，少有例外。伊丽莎白一世是少數接受教育且識字，未因女性而忽略其教育的例子。她是孩童時，她王位繼承人的身份就很不穩定，她的生活也因為其他王室有力成員的政治陰謀而受到威脅。她的母親安妮·博林被處死之後，王室認為伊丽莎白一世是非婚生子女。因此亨利八世忽略了她的教育。不過在亨利八世過世後，其遺孀凯瑟琳·帕尔對伊丽莎白的聰明感興趣，因此自伊丽莎白九歲起就支持其教育。伊丽莎白接受的教育和傑出的男性貴族相同，她學習拉丁文、希臘文；西班牙文、法文、哲學、歷史、數學和音樂。後來她成為了有能力的君主，英國的教育也開始受到重視。

## 女孩的教育
有些國家的女孩可以平等接受教育，不過全世界大多數的國家仍有男女教育上顯著的不平等。不同國家、不同區域的情形會有不同，甚至同一國家內也會有差異。阿拉伯國家的學齡女孩有60%沒有在就學，在南亞及西亞則是66%，不過在拉丁美洲、加勒比海國家、北美及西歐的許多國家中，女孩就學的比例反而比男孩要高。有研究在估算開發中國家在經濟成本上的不平等：國際培幼會的分析指出有65個中低所得，或是在轉型中的國家，女孩無法像男孩一樣的有接受中學教育的機會，整體來說，這些國家的年經濟成長因此減少了920億美元。
雖然经济、社会及文化权利国际公约表示「初等教育是強制性的，是每個人可以免費取得的」，但整體還是比較不鼓勵女孩進入小學（女孩和男孩有就讀小學的比例分別為70%:74%）及中學就讀（59%:65%）。全球有設法結束這樣的不平等（例如透過千年发展目标），在1990年代之後，這個差異已經減少很多了。

## 性別隔離

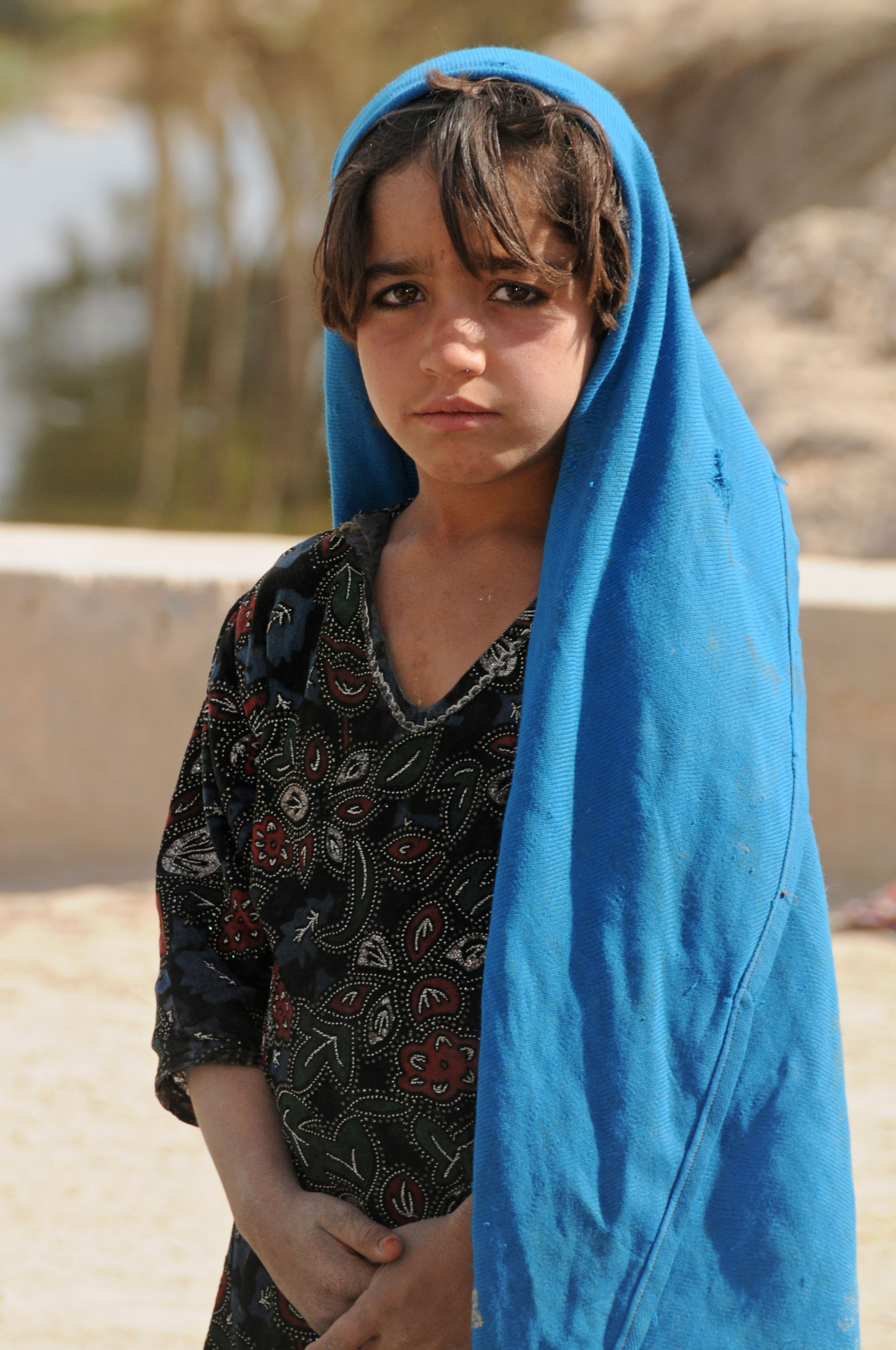
阿富汗女孩：性別隔離是阿富汗普遍的情形

性別隔離是指因著人的生理性別，在人身上、法律及以及文化上的分隔。在許多國家有這樣的作法，特別會在兒童進入青春期時開始進行。在一些情形下的性別隔離是有爭議的。有些反對者認為這是對個人能力以及人權的侵犯，而且會帶來經濟上的不平等以及歧視，不過也有支持者認為這是一些宗教法律、社會、及文化歷史的核心及傳統。身閨制度是一些穆斯林國家或是南亚印度教群體中的女性宗教及社會習俗。Purdah包括二部份，女性和男性的分隔，以及要求女性要用衣物包覆大部份的肌膚。需開始實行此一習俗的年齡依群體而不同。在一些很強調家庭榮譽的文化，常見有類似的習俗。

## 針對女孩的暴力

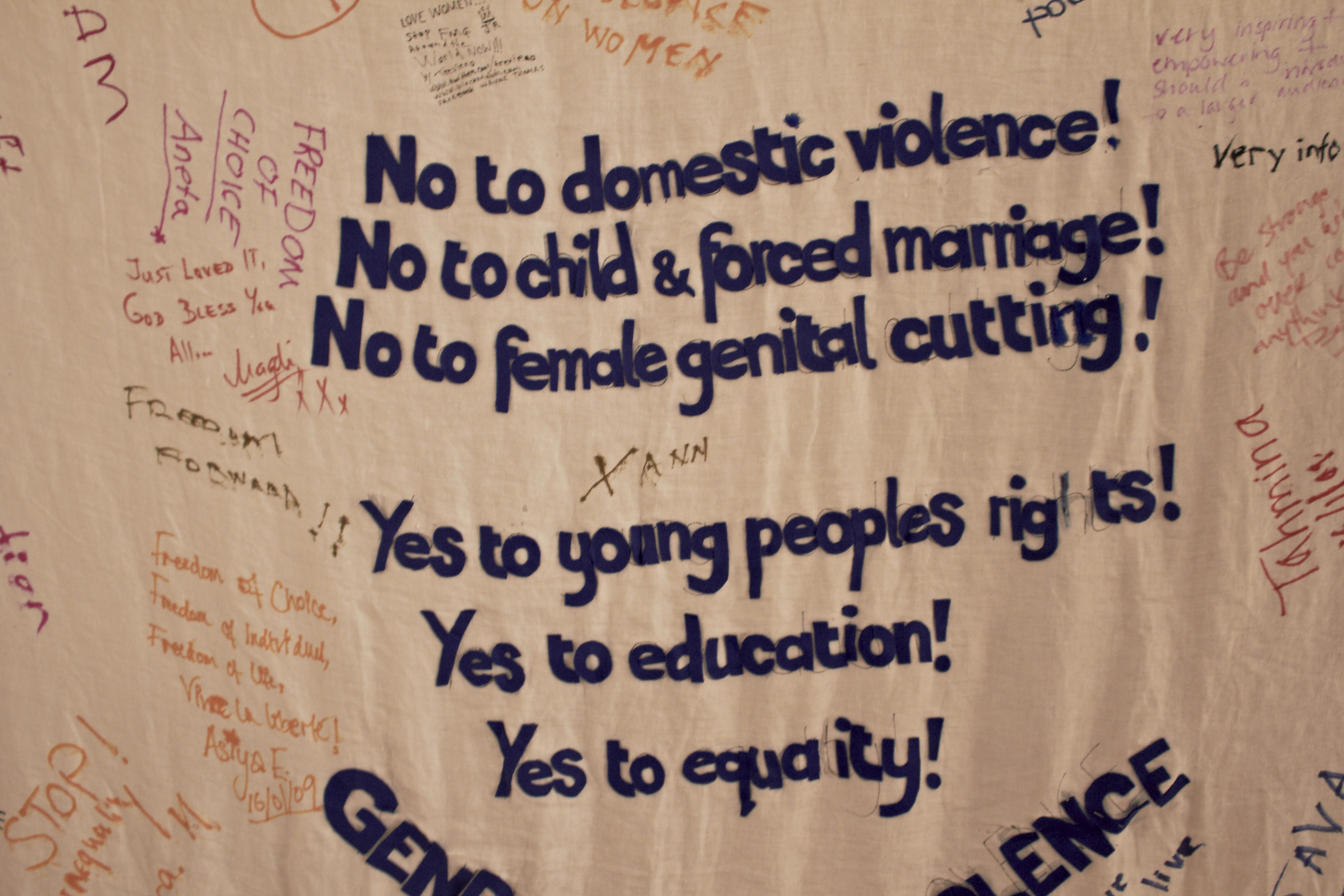
每年有上百萬名一歲以下的女嬰施行了残割女性生殖器（女阴残割，FGM）。在非洲部份地區、像伊拉克及葉門等中東國家、馬來西亞及印尼較常見到此作法。目前已有全球性的計劃要避免残割女性生殖器以及其他針對女孩的暴力行為

在世界上的許多地區，女孩遭到暴力或是虐待的風險較高，可能受到的暴力或是虐待包括有性別選擇墮胎、残割女性生殖器、童婚、兒童性虐待及名譽殺人。
在部份东亚、南亚國家，有些家庭不喜歡女孩，因此可能會被選擇性的墮胎，也也有可能被父母或是親人虐待或是棄養。在中國的男孩人數較女孩人數多三千萬，相較於正常的男嬰女嬰出生比例推估數值，每年出生的男嬰比理想男嬰推估數值多了一百萬人。印度也有研究者
由出生人類性別比推算性別選擇墮胎的比例約有1.5%，每年約有十萬女嬰因此被墮胎。在喬治亞、亞塞拜然及亞美尼亞也有男女出生比例異常的情形，推測也有女嬰遭性別選擇墮胎的情形。
依照世界卫生组织的定義，残割女性生殖器（FGM）是「包括所有涉及為非醫學原因，部分或全部切除女性外生殖器，或對女性生殖器官造成其它傷害的程序」。主要是在西非、東非及東北非的28個國家（特別是埃及及衣索匹亞）、部份東南亞及中東國家。残割女性生殖器一般會在女孩出生後一直到十五歲以前的時間內進行。
童婚是指女孩在年幼時就結婚，多半是被迫的，而且是和年長許多的男性結婚。在世界許多地方還有女孩童婚的情形。在世界一些地區還有此情形，特別是非洲、南亞、東亞及東南亞、中東、拉丁美洲及大洋洲。女孩童婚比例前十名的國家為尼日爾、乍得、中非共和國、孟加拉國、幾內亞、莫桑比克、馬里、布基納法索、南蘇丹和馬拉維。
兒童性虐待屬於虐待兒童的一種，是指成人或是青少年利用兒童作為性刺激的工具。在西方國家兒童性虐待是重罪，不過有些地區對此作法是默認寛容的。兒童性虐待有許多不同的形式，兒童賣淫是其中一種。兒童賣淫是一種對兒童的商業性性剝削，由兒童進行性服務，得到金錢的酬勞。估計每年至少有一百萬名兒童開始兒童賣淫，其中大部份是雛妓。兒童賣淫在許多地區都有，特別是东南亚（例如泰国及柬埔寨），有許多較富裕國家的成年人會因此來訪，進行兒童色情旅遊。
在世界上的一些地方，女孩會因為一些原因被視為破壞家庭的「榮譽」，這類原因有拒絕安排好的婚姻、有婚前性行為、穿著不當、甚至包括被人强奸在內。破壞家庭「榮譽」的女孩有被家人榮譽殺害的風險。

## 健康
在一些認為女孩價值不如男孩的社會中，家庭會花大部份的資源在男孩身上，在這樣的社會下會影響女孩的健康。女孩健康的主要威脅是早婚，而早婚也常常伴隨著過早懷孕。被迫早婚的女孩常常會在婚後很快就懷孕，增加懷孕併發症甚至孕产妇死亡的風險。這類過早懷孕及分娩造成的併發症是開發中國家少女的主要死因之一。在一些國家有進行的残割女性生殖器（FGM）也是另一個影響女孩健康的原因之一。

## 女孩及童工

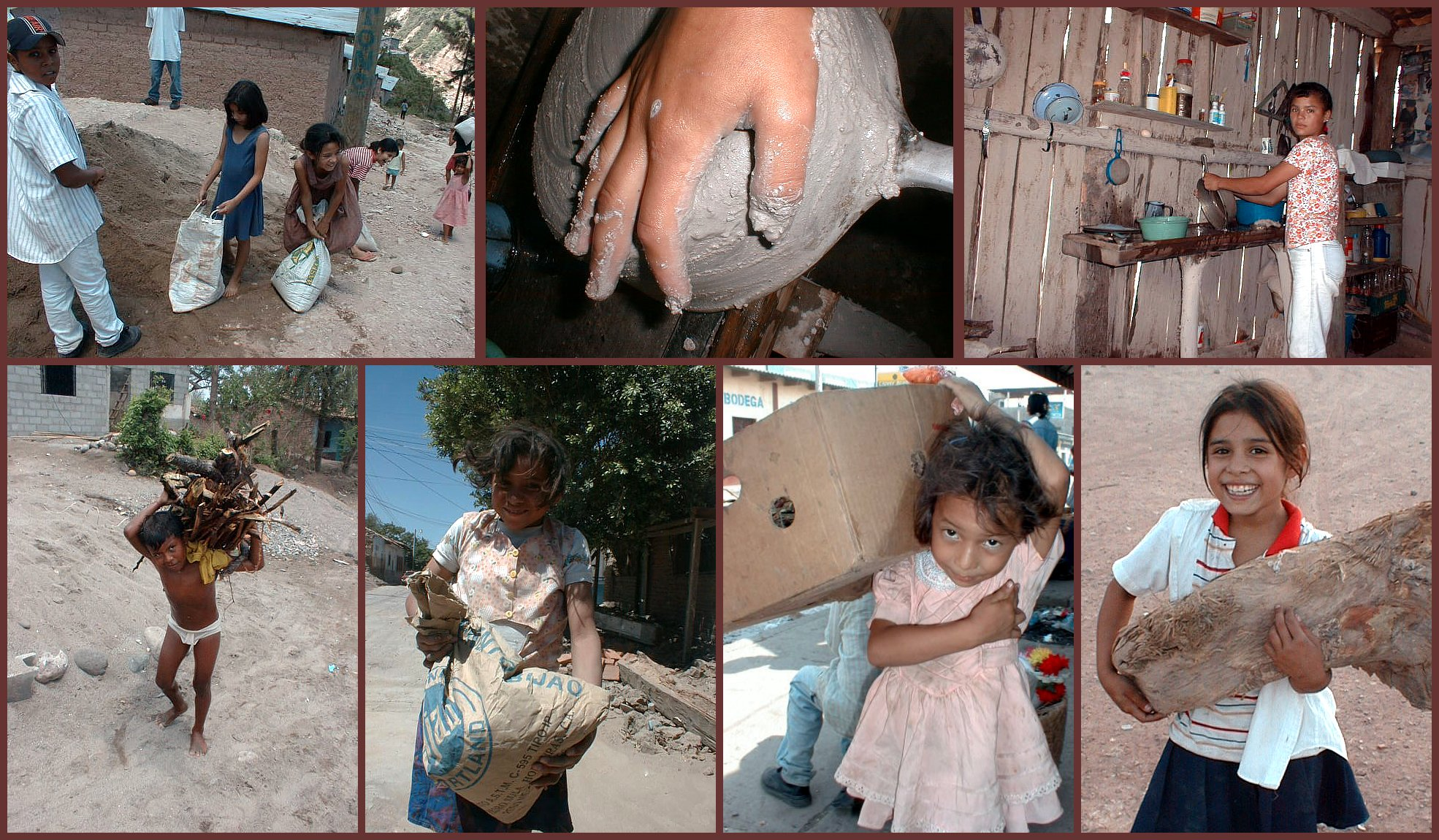
在中美洲有許多女性的童工工作

性別會影響童工的型態。一般家庭比較會要求女孩承擔較多的家務，也比男孩要早從事家務。最常見的女孩童工是有支薪的家務工。像在东亚及东南亚，家庭多半會認為像家庭佣人的訓練是對於未來結婚及婚後生活很好的準備，不過家庭服務是所有職業中受管制程度最低的，而且工作環境對社會是隔絕的，因此工作者有受到暴力、剥削和虐待的風險。童工對於兒童的敎育有相當負面的影響。女孩較常被要求要停止學業，或是繼續學業，但仍然要從事家中的勞務，甚至在外的工作，造成雙重負擔甚至三重負擔的情形。在亚洲及拉丁美洲部份地區較常有此情形。

## 女孩權利的國際倡議

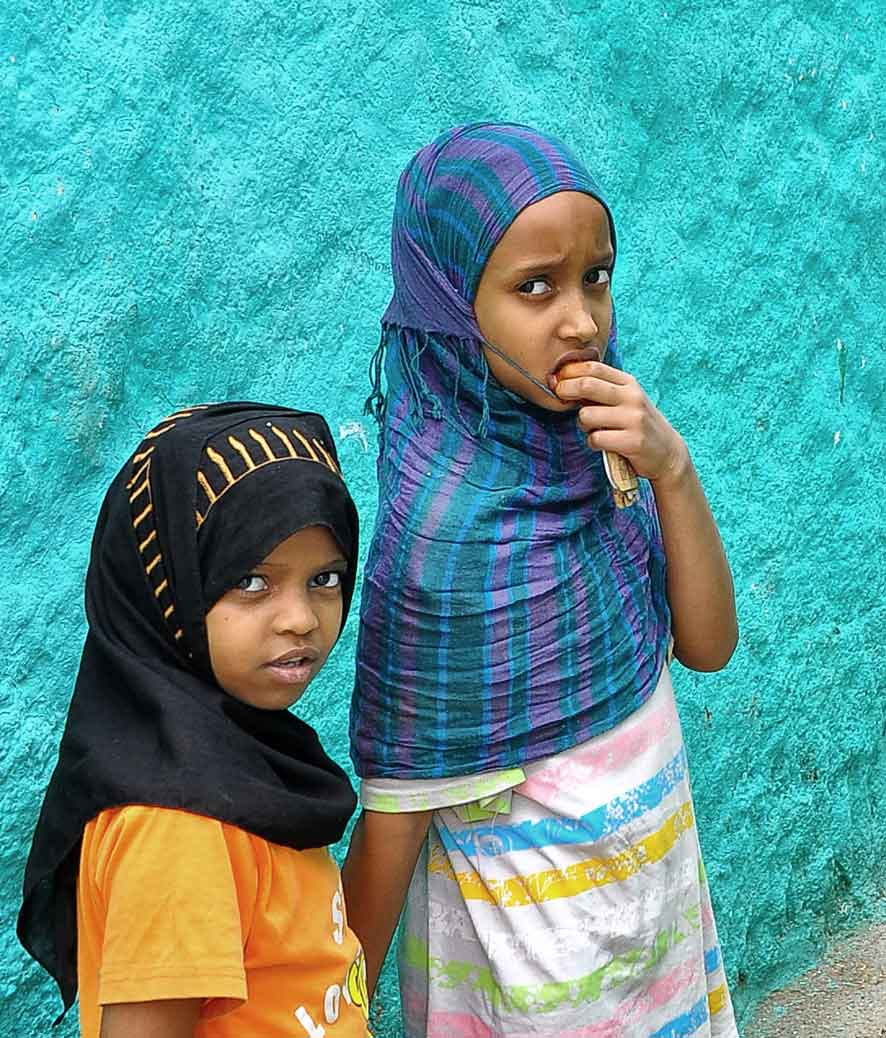
衣索匹亞的Harari人女孩

聯合國在1988年的《兒童權利公約》及2000年的《千年发展目标》都推動讓女孩和男孩有更好的受教育機會，以減少在小學及中學的性別差距。全世界女孩的就學率以及識字率都已漸漸上昇。在2005年，全球女孩的小學就學率為85%，而15年前的就學率為78%。而這段時間內，中學的就學率也已上昇10%，達到57%。
有許多的國際非政府組織有提供計劃，著重在解決女孩獲得食品，醫療保健和教育等必需品方面的差距。 CAMFED是提供次撒哈拉非洲女孩教育的組織。PLAN International的Because I Am a Girl活動是其中一個引人注目的例子。PLAN的研究指出有受教育的女孩可以帶來強大的連鎖反應，提昇該村莊及城鎮的經濟。讓女孩接受教育也有助於社群對於醫療健康的認知、減少HIV比例、提昇營養意識、降低生育率、提昇嬰兒健康。研究也指出受過教育的女孩可以：
- 收入增加到25%，而且收入中的90%會再投資到家庭中。
- 成為HIV陽性的比例降到只有三分之一。
- 有個數較少，但較健康的兒女，兒女活到五歲以上的比率增加了40%[65]。

Plan International也發起了訂定國際女孩日的活動。此活動的目的是提高全世界對於女孩所面臨特別挑戰的認識，也讓全世界注意到女孩在面對大規模貧困以及發展挑戰上的角色。來自加拿大Plan International的女孩代表團在2011年2月時，在聯合國總部婦女地位委員會第55屆會議中向加拿大公共工程、政府服務及婦女地位部長羅娜·安布羅斯提出此一想法。加拿大議會在2011年3月一致性的通過動議，要求加拿大在聯合國中率先宣布國際女孩日。聯合國大會通過在2011年12月19日通過国际女童日，第一個國際女童日是在2012年的10月11日。
PLAN International最近的研究發現需要有計劃來處理男孩在其社區中的角色，也要找到適合男孩，可以降低其性別歧視的活動。因為政治、宗教及社區領袖大多是男性，男人和男孩在在改善女孩生活以及提昇性別平等上都有非常大的影響力。PLAN International在2011年的年報中提出，男性有較大的影響力，在說服社區改變像是早婚或是残割女性生殖器（FGM）上的效果比女性更好。年報中引用了埃及宗教領袖Sheikh Saad的觀點：「我們已經決定不會讓我們的女兒接受這麼不好、不人道的行為[...]我是改變的一部份。」

## 藝術及文學
以往在西方文化的文學及藝術上，會將女孩描繪成無邪、純潔，美德和希望的象徵。埃及壁畫中會包括皇家女孩的肖像。古希臘女詩人莎孚的詩歌中也有給女孩的愛情詩。
歐洲早期描繪女孩的繪畫有彼得鲁斯·克里斯蒂的《Portrait of a Young Girl》（約1460年）、胡安·德·弗兰德斯的《Portrait of a Young Girl》（約1505年）、弗兰斯·哈尔斯1620年的《Die Amme mit dem Kind》、委拉斯開茲1656年的《宮女》、扬·斯特恩在約1600年的《The Feast of St. Nicolas》以及扬·弗美尔的《戴珍珠耳環的少女》及《Girl Reading a Letter at an Open Window》。後來包括女孩的繪畫有艾伯特·安克爾的《Girl with a Domino Tower》及卡米耶·畢沙羅在1883年的《Portrait of a Felix Daughter》。
印象派畫家瑪麗·卡薩特繪製許多強調女孩無邪以及母女關係的畫作，例如她在1884年的作品《Children on the Beach》，而詹姆斯·惠斯勒的《Harmony in Gray and Green: Miss Cicely Alexander》及《The White Girl》也用類似的方式描繪女孩。
有不少歐洲兒童文學的經典作品中以年輕的女性為主角。傳統童話中就有許多有關女孩的故事，例如《歌蒂拉與三隻熊》、《長髮姑娘》、《豌豆公主》以及格林兄弟的《小红帽》。有關女孩的著名書籍包括《爱丽丝梦游仙境》、《海蒂》、《绿野仙踪》、Nancy Drew系列、《大草原之家》、《瑪德琳》、《长袜子皮皮》、《時光的痕跡》、《Dragonsong》及《小婦人》。
在維多利亞時代後期，開始出現對於女孩的細緻刻畫，安徒生的《卖火柴的小女孩》、《美人魚 (童話)》及其他的故事中會有一些情節，而其中有些後來也演變成悲劇。路易斯·卡羅的《爱丽丝梦游仙境》則是描繪女主角在超現實的世界中面對古怪的角色以及智力問題。卡羅爭議性的女角照片也常在攝影藝術的歷史中中被引用。文學依循不同的文化潮流進展，有些會將女孩浪漫的理想化，有時則會受到當時文學寫實主義運動所影響。許多維多利亞時代的小說都是從女主角的童年開始，例如《简·爱》一開始是一個孤女受到其看顧人以及女子寄宿學校的殘酷對待，然後在貴人的幫助下度過逆境，而另一方面，《戰爭與和平》是多愁善感的。
20世紀時，許多小說已不再將女孩作太多理想化的描述。像哈波·李的《杀死一只知更鸟》是以一個小女孩 Scout的角色來看待社區中的強大偏見。弗拉基米爾·弗拉基米羅維奇·納博科夫具爭議性的小說《罗莉塔》（1955年）描述一個12歲的女孩以及一名學者在橫度美國過程中，兩人出現的關係。雷蒙·格诺的《Zazie dans le métro》（1959年）幽默的說明女主角Zazie的天真及早熟，她離開她的叔叔（專業的扮裝皇后）以及一直和愛人約會的媽媽獨自去巴黎冒險。後來法國導演路易·馬盧將Zazie的故事拍攝成電影《地铁里的莎姬》。
許多有男孩及女孩書籍多半都會偏重男孩的角色，不過在《獅子·女巫·魔衣櫥》及《哈利·波特》系列中，女孩也是其中重要角色。
近代針對成年讀者的小說已開始反映了女孩時期的經驗。亞瑟·高登所著的《一个艺妓的回忆》，描述的是在是十九世紀時的日本，女主角和她的姊妹離開家庭之後，開始進入聲色場所的故事。鄺麗莎所著的《雪花秘扇》描述在現代中國北京市二女孩結成老同，彼此之間的友誼，以及她們的祖先在十九世紀時於湖南省也結成老同的平行故事。

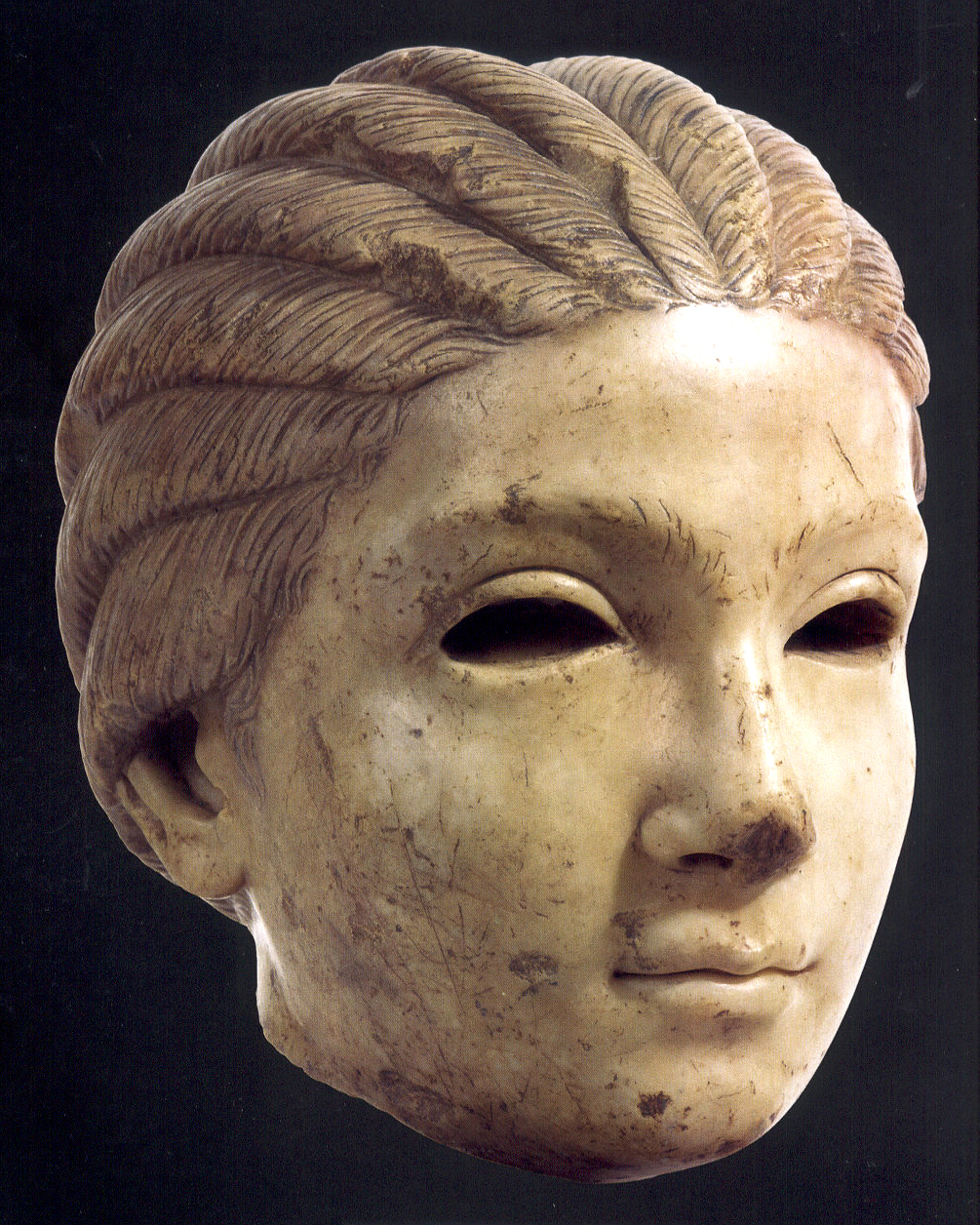
The Salona Girl，薩羅納城的女子雕像的頭，約在西元三世紀（>萨格勒布的考古博物館)
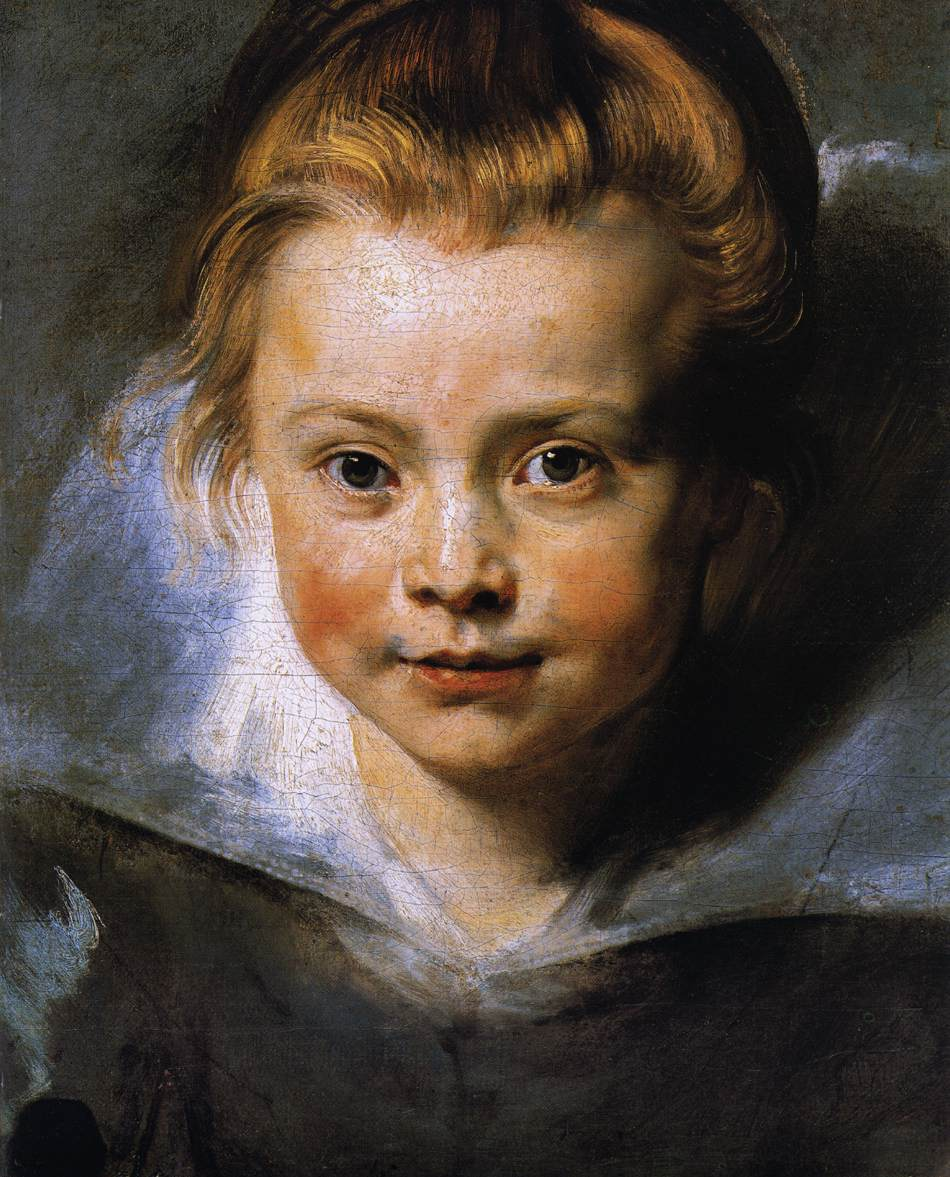
彼得·保羅·魯本斯畫的《Portrait of a Young Girl》
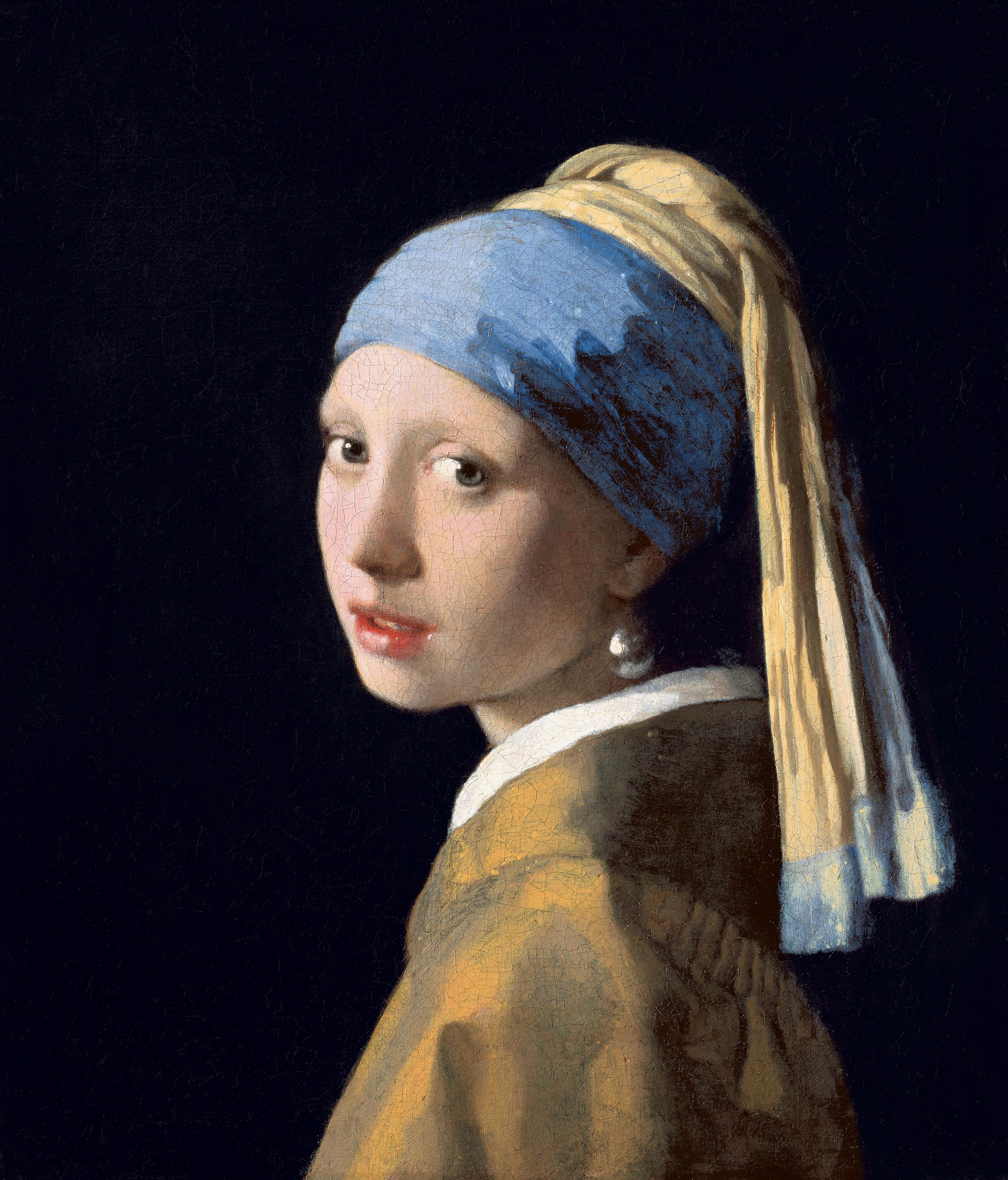
扬·弗美尔畫的《戴珍珠耳環的少女》
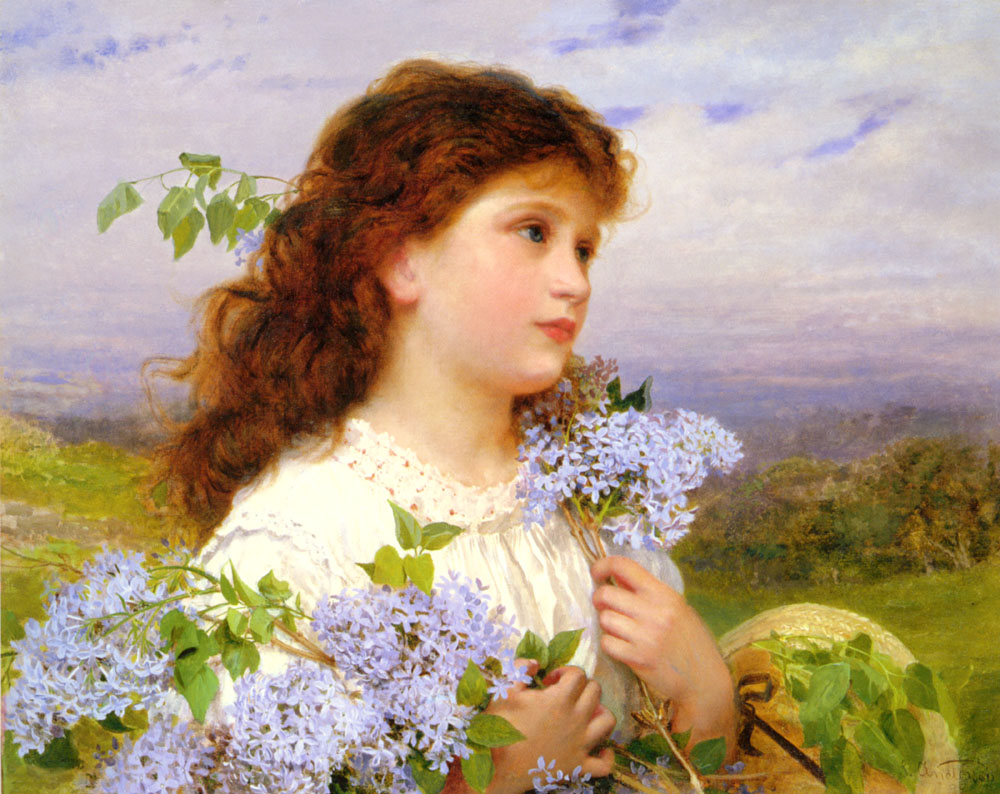
Sophie Gengembre Anderson（英语：Sophie Gengembre Anderson）畫的《The Time of the Lilacs》
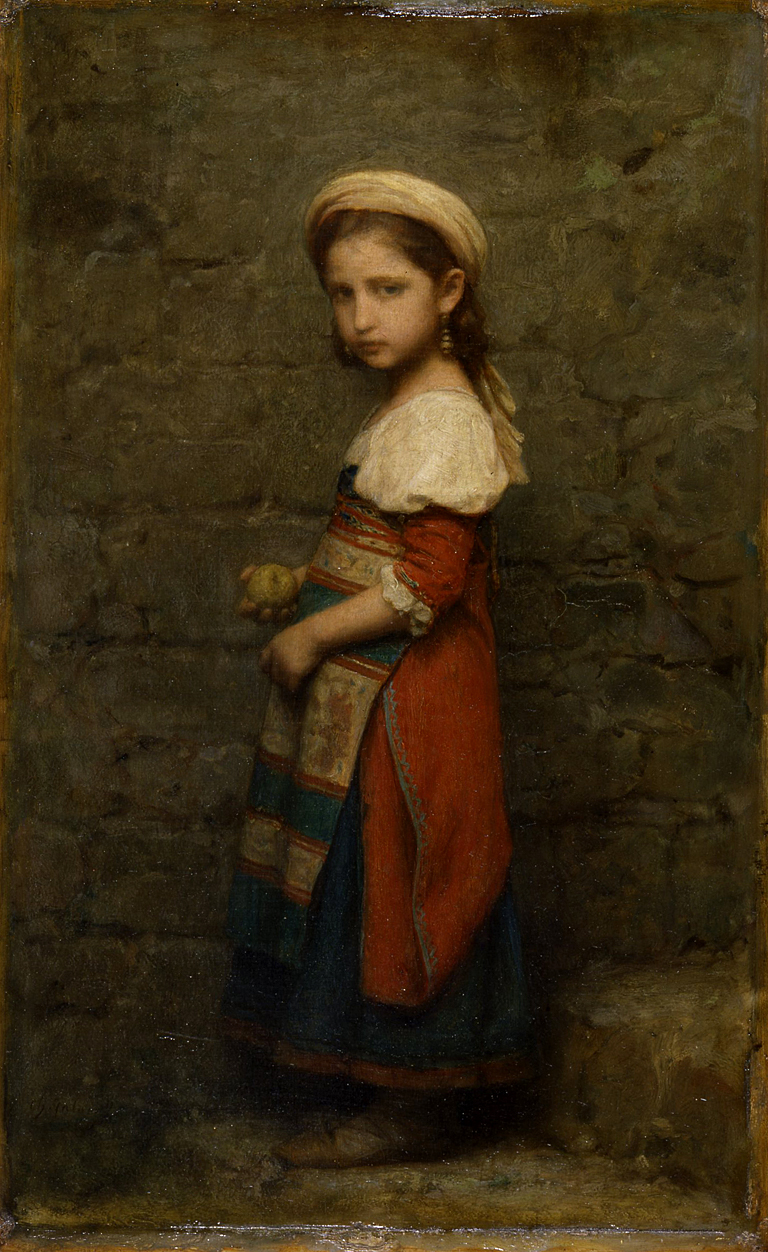
《意大利女孩》，查尔斯·贾拉伯特（英语：Charles Jalabert）所绘
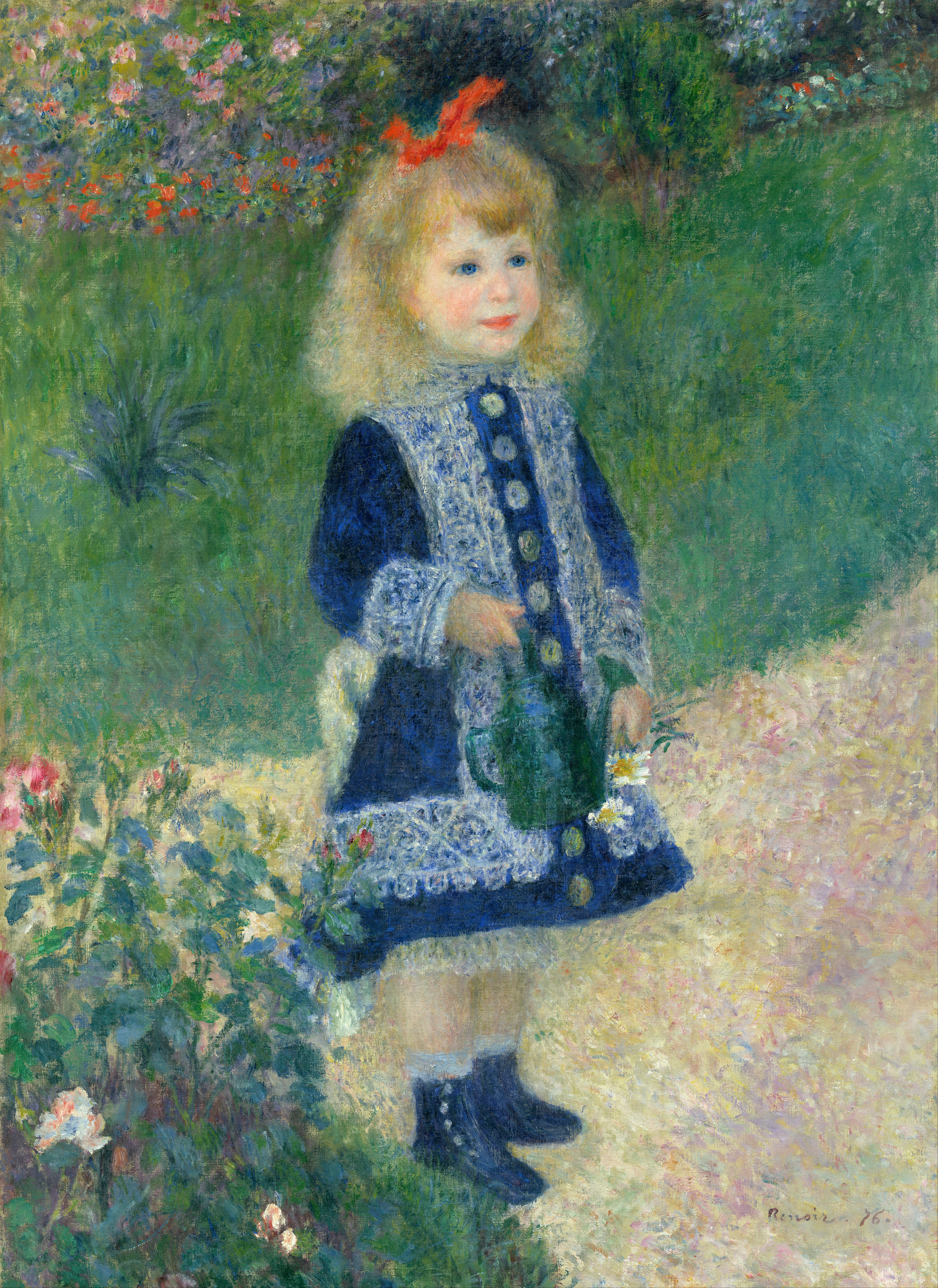
皮埃尔-奥古斯特·雷诺阿的《提著灑水器的女孩》
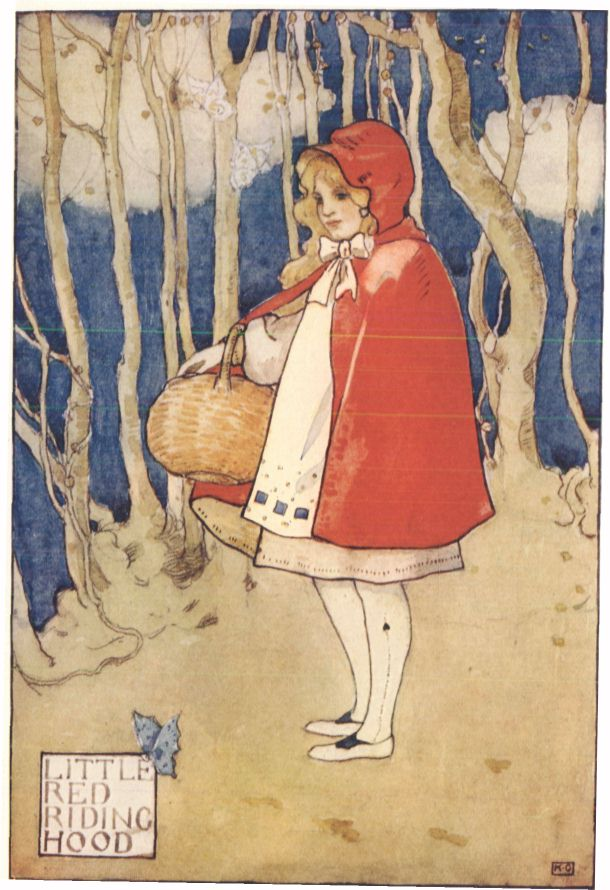
1927年故事選集中的小红帽
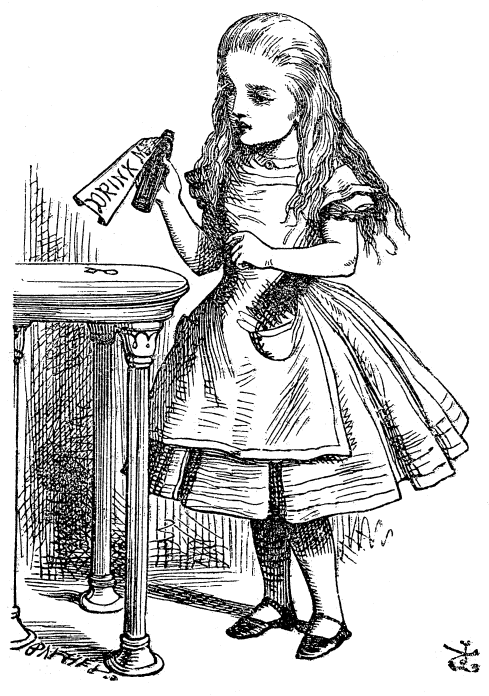
1865年的爱丽丝梦游仙境插圖

## 流行文化

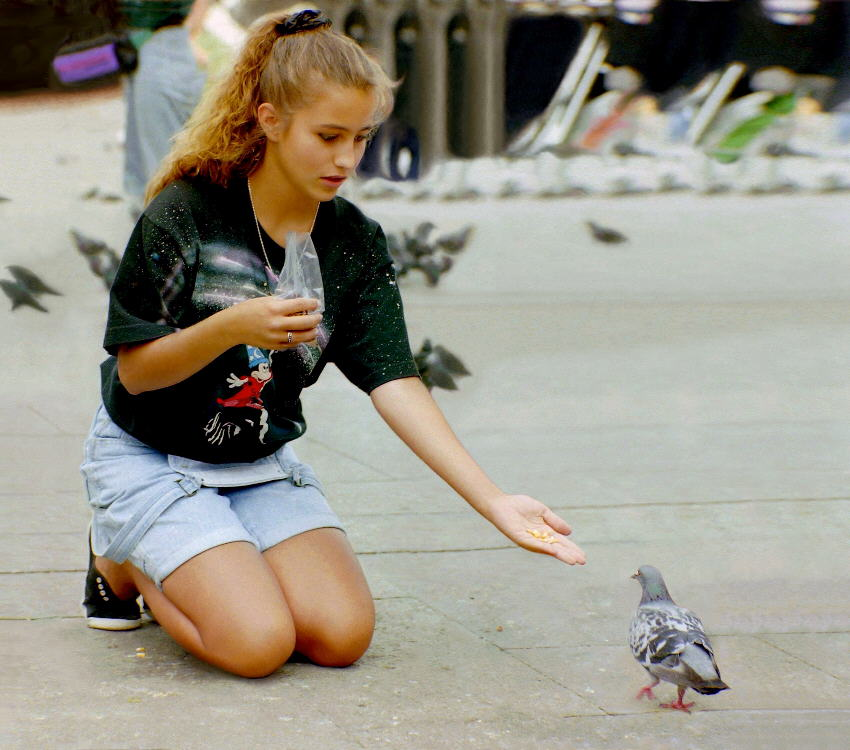
在餵鴿子的小孩

有一些美國漫畫中的主要角色是女孩，例如《小露露》及《小孤女安妮》。在超級英雄漫畫中早期有一個女孩的角色，叫做Etta Candy，是神奇女俠的死黨之一。在查爾斯·舒茲所繪的《花生漫畫》中，也有派伯敏特·佩蒂、露西·潘貝魯特及莎莉·布朗等女孩的角色。
日本動畫及漫畫中也常常以女孩為主角，許多宮崎駿動畫中的主角都是女孩，例如《魔女宅急便》等。在以女性為主要讀者的少女漫画中，也有許多女孩的主角，例如《完美小姐進化論》、《夢幻妖子》、《美少女戰士》、《尋找滿月》等。不過有些類型的日本漫畫也會對女孩有性以及物化的描繪。
在流行樂的歌詞中也常出現「girl」或是「女孩」，多半是指年輕女性或是少女，例如涅槃乐队的《About a Girl》以及「阿牛」陳慶祥及任賢齊都演唱過的《對面的女孩看過來》。

## 女孩圖集

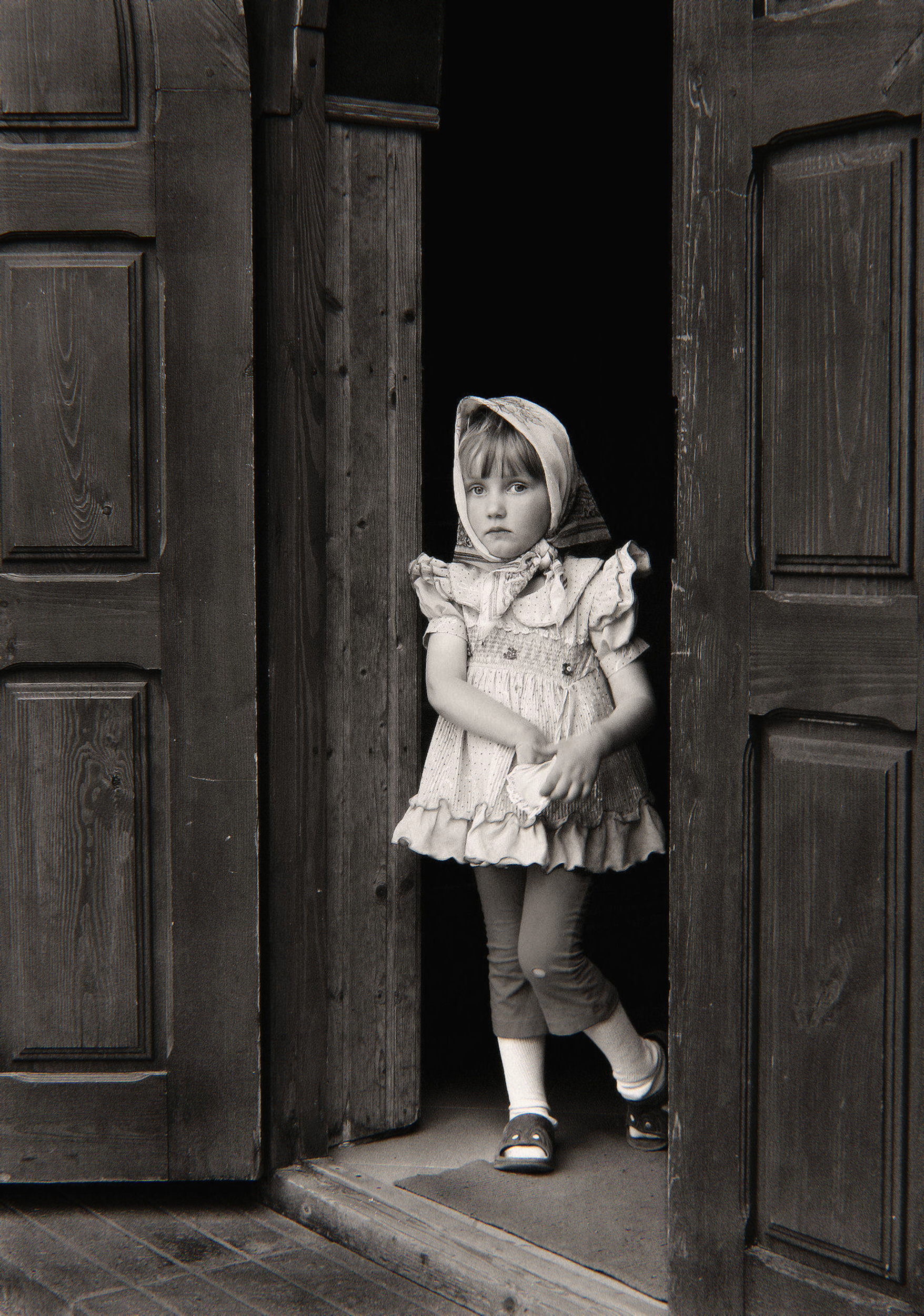
攝於白俄羅斯
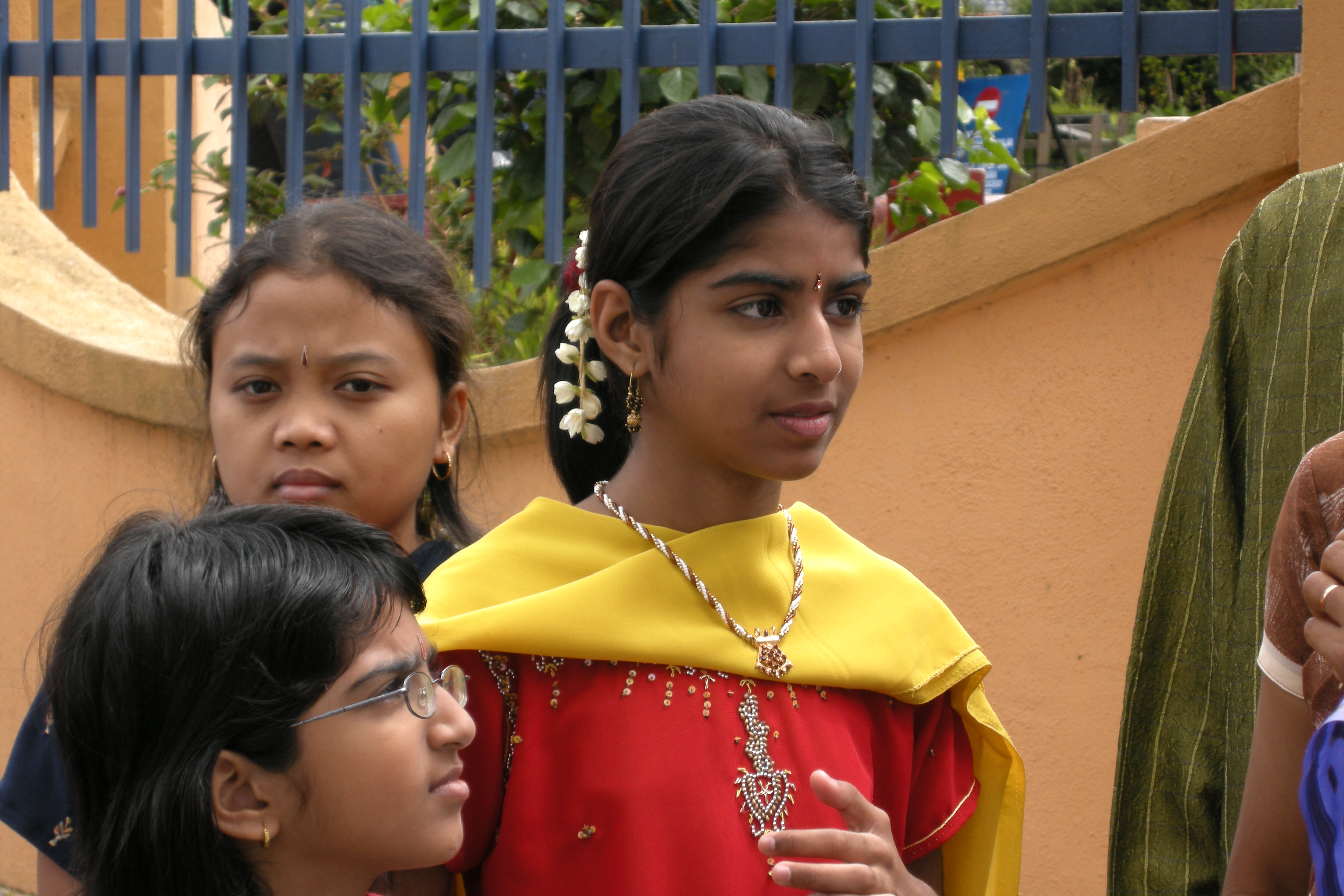
印度女孩
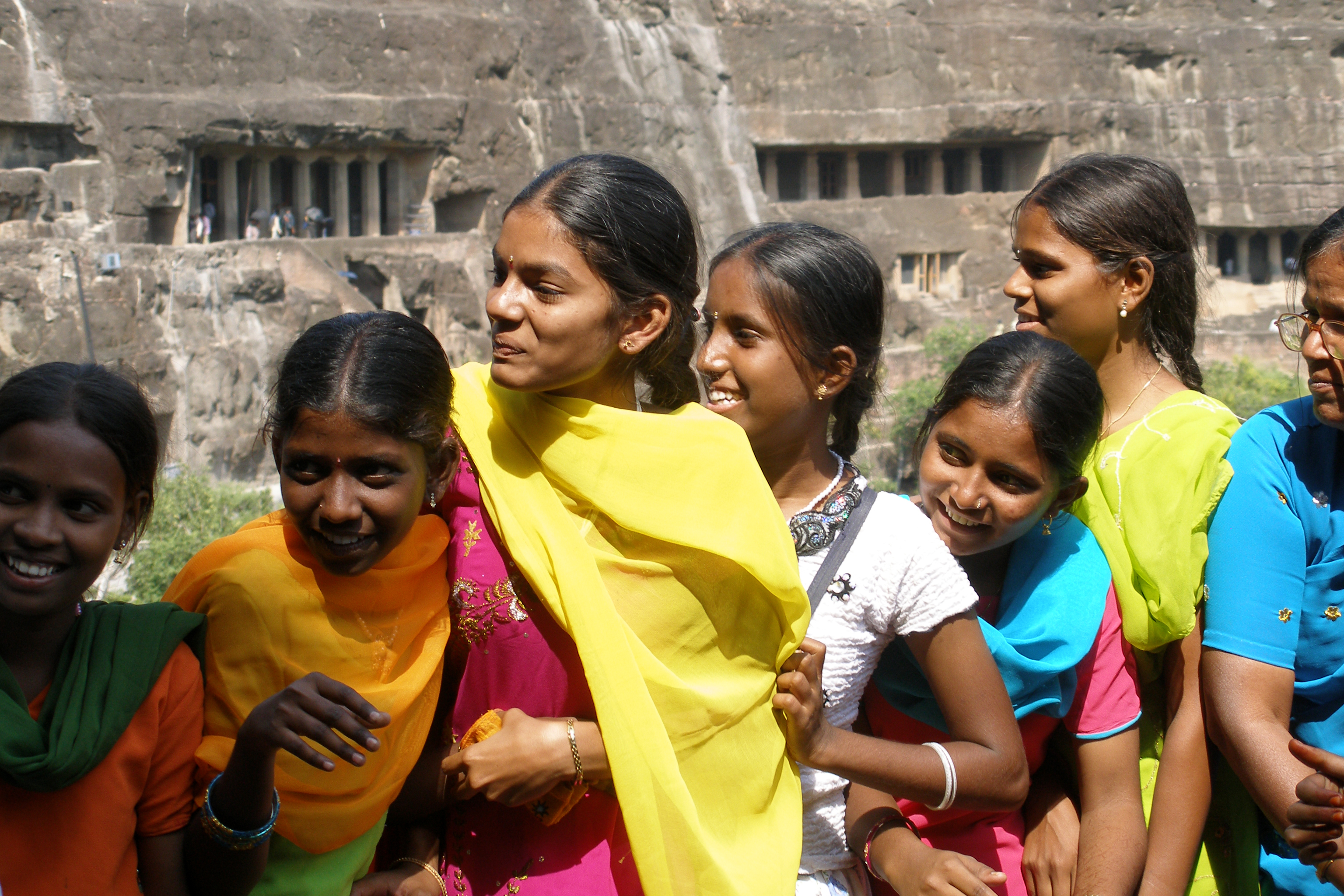
印度女孩
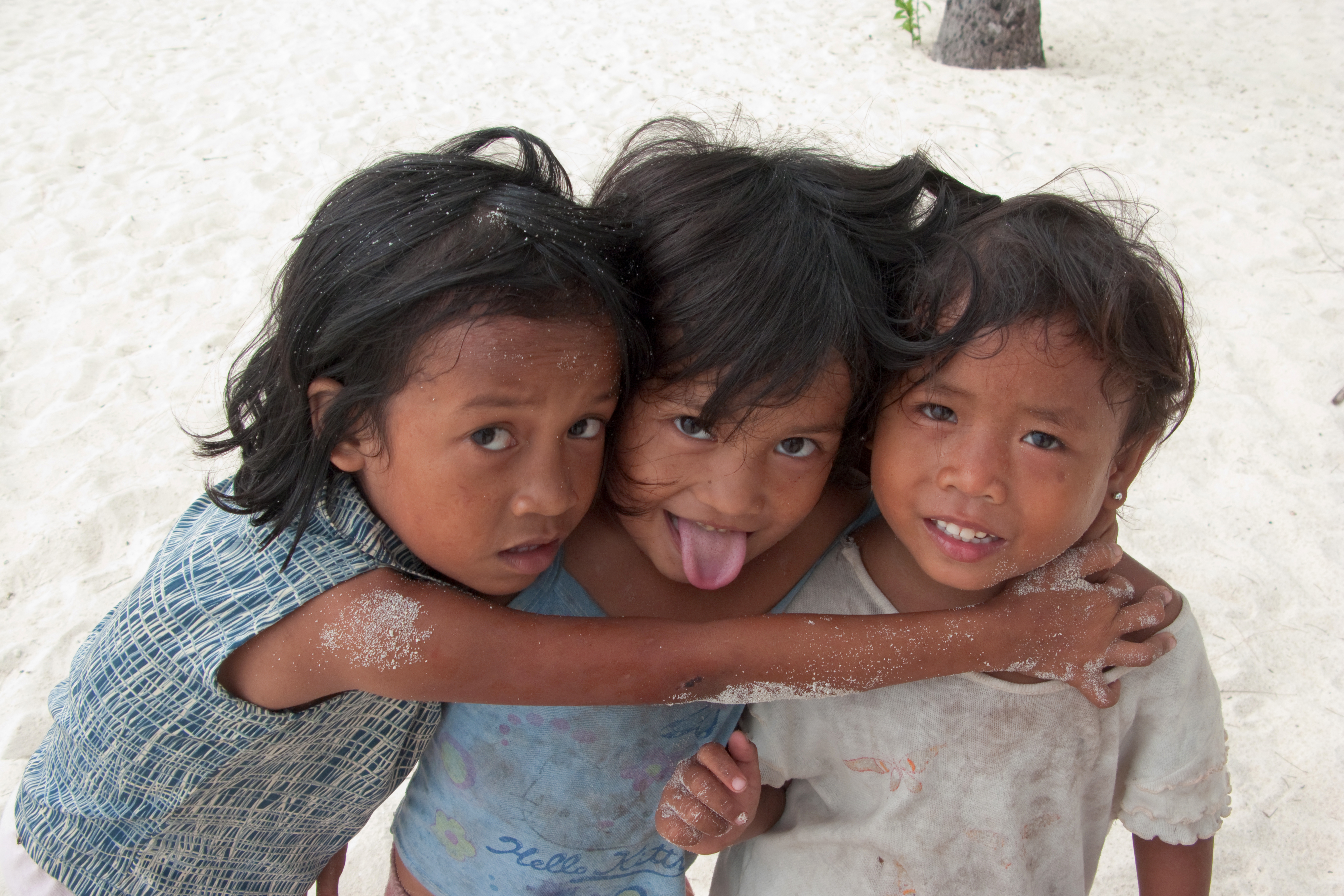
菲律賓女孩
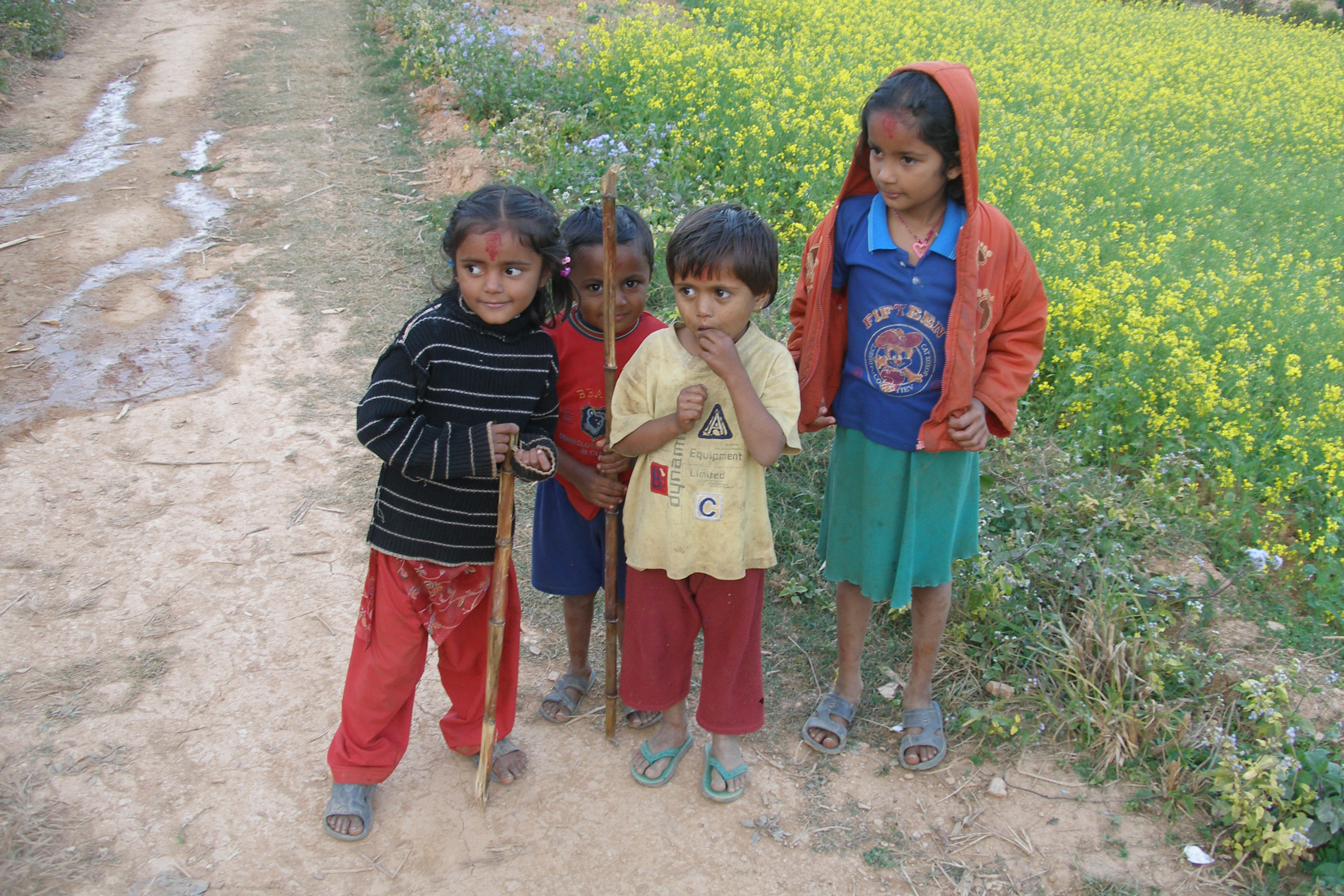
尼泊爾女孩
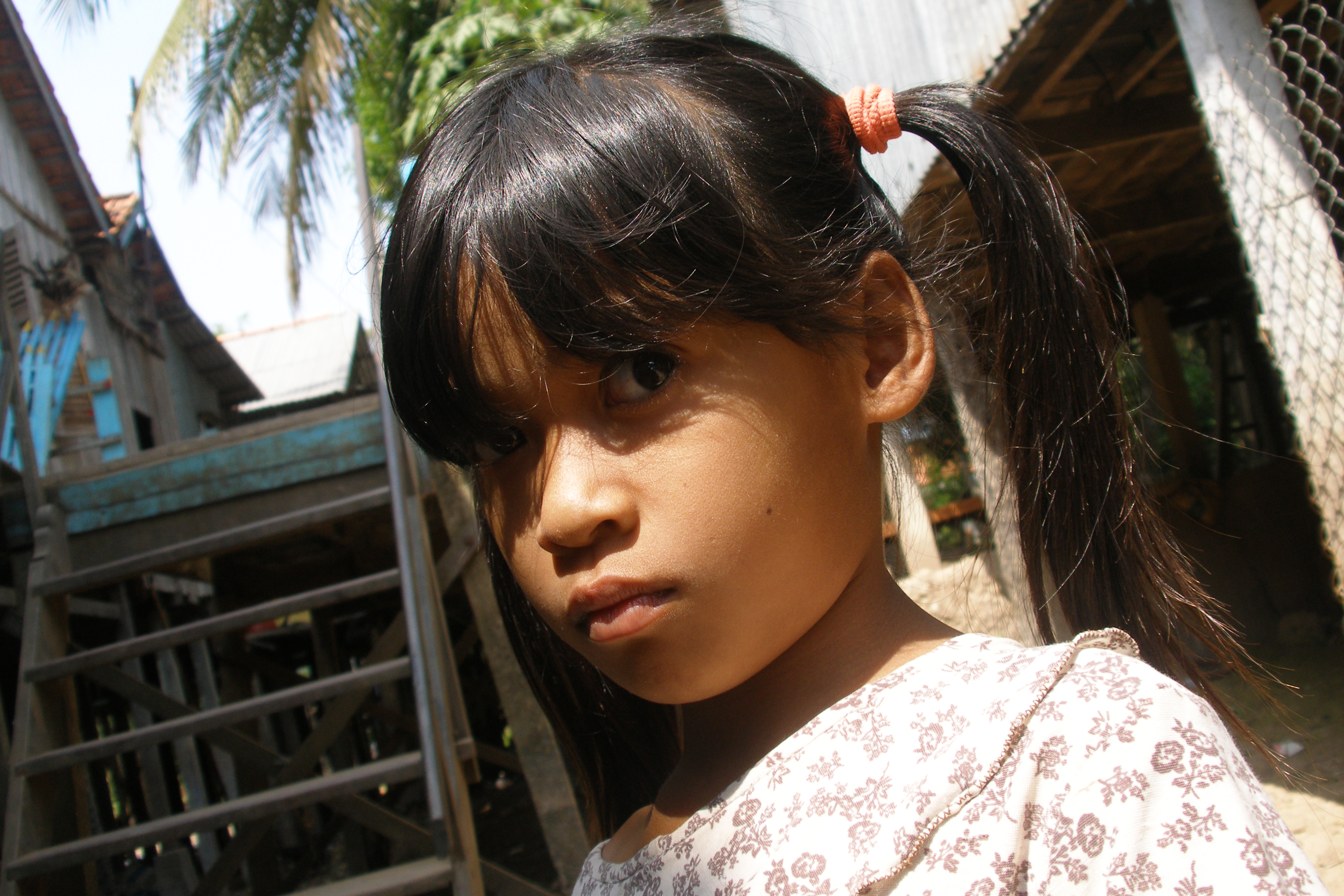
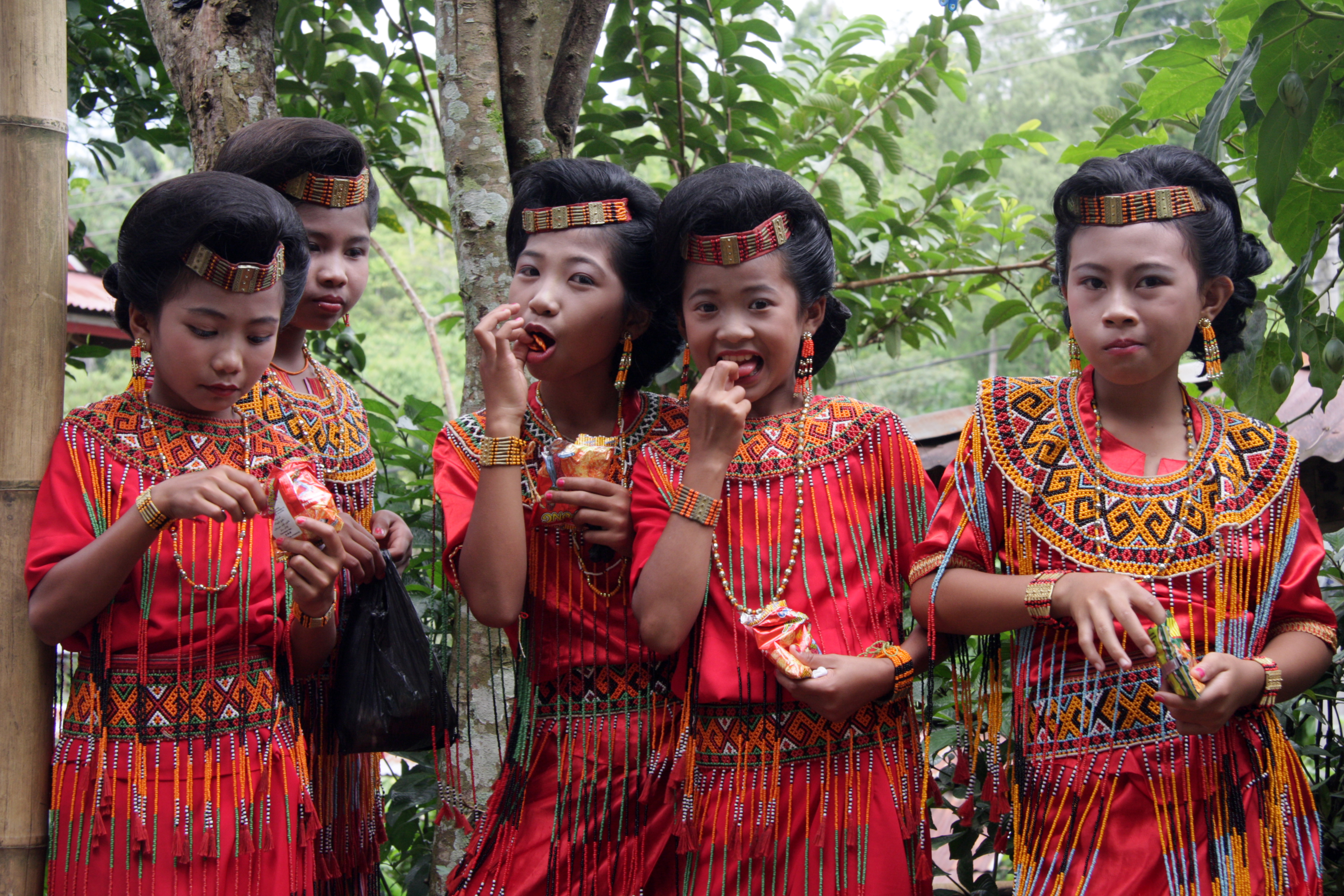
托拉查人女孩
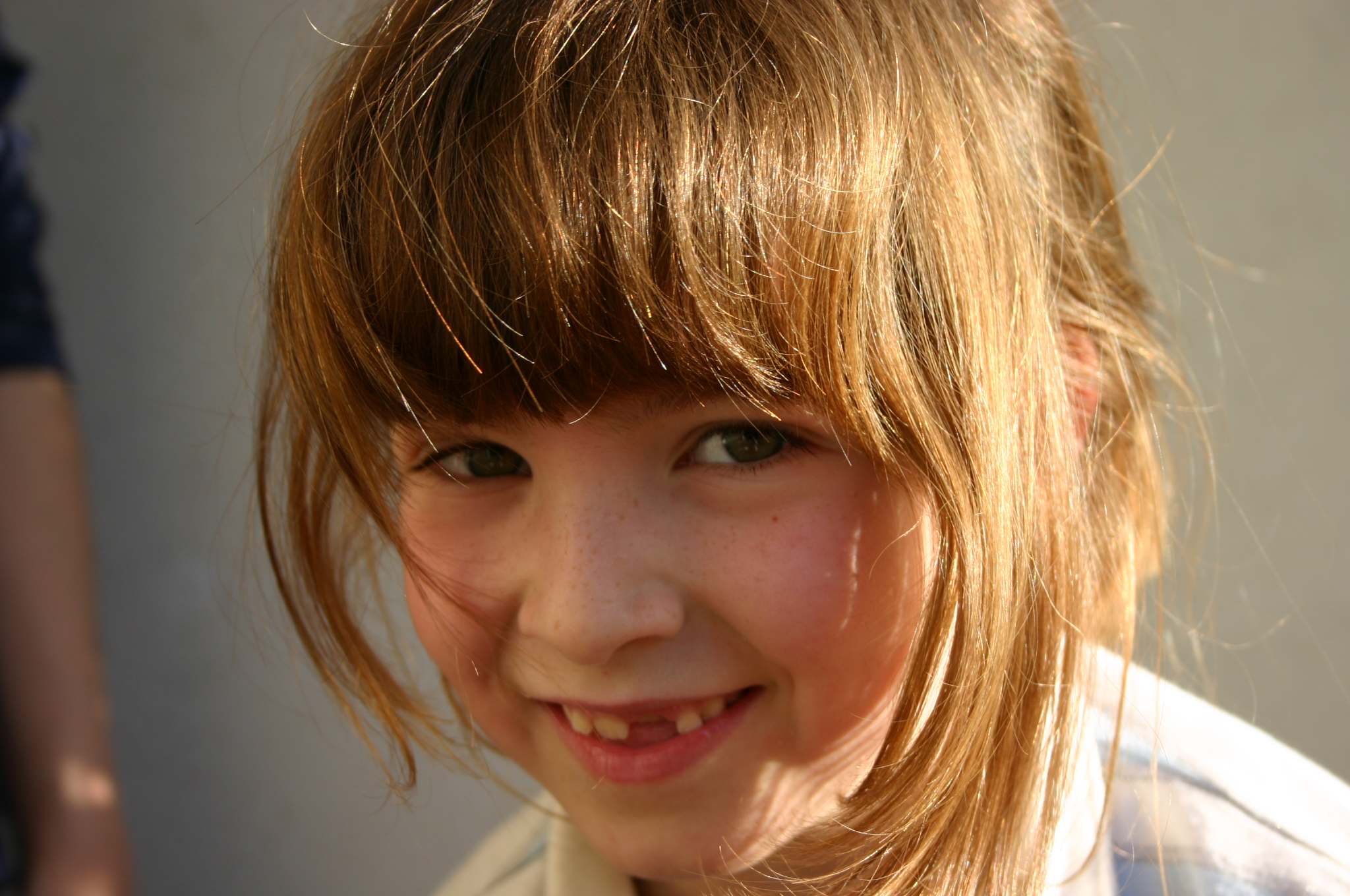
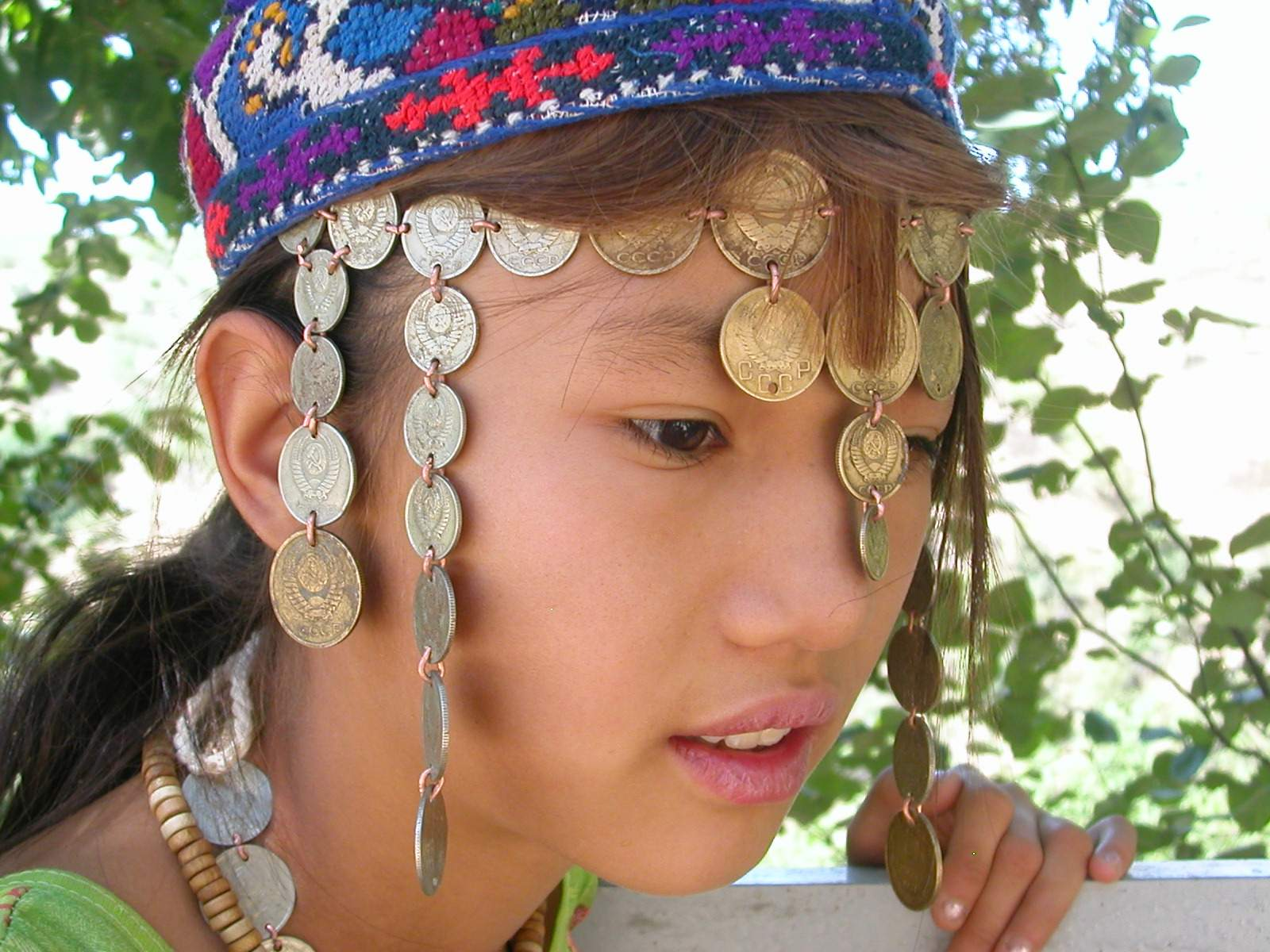
烏茲別克斯坦女孩
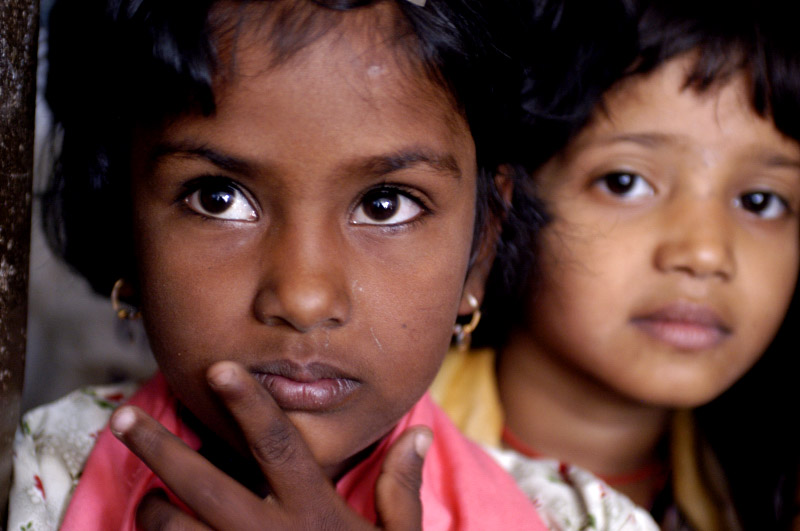
印度女孩
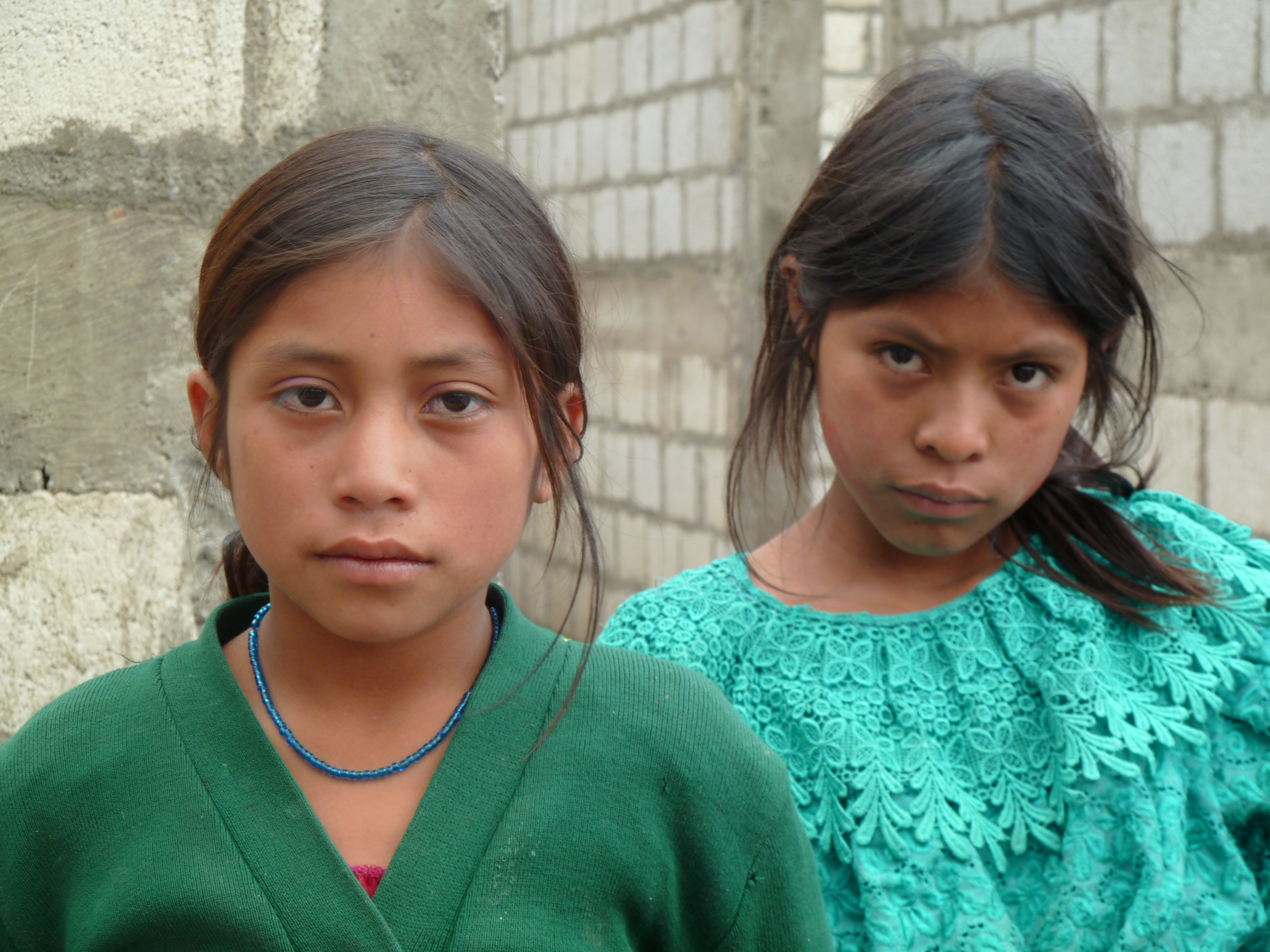
玛姆人女孩
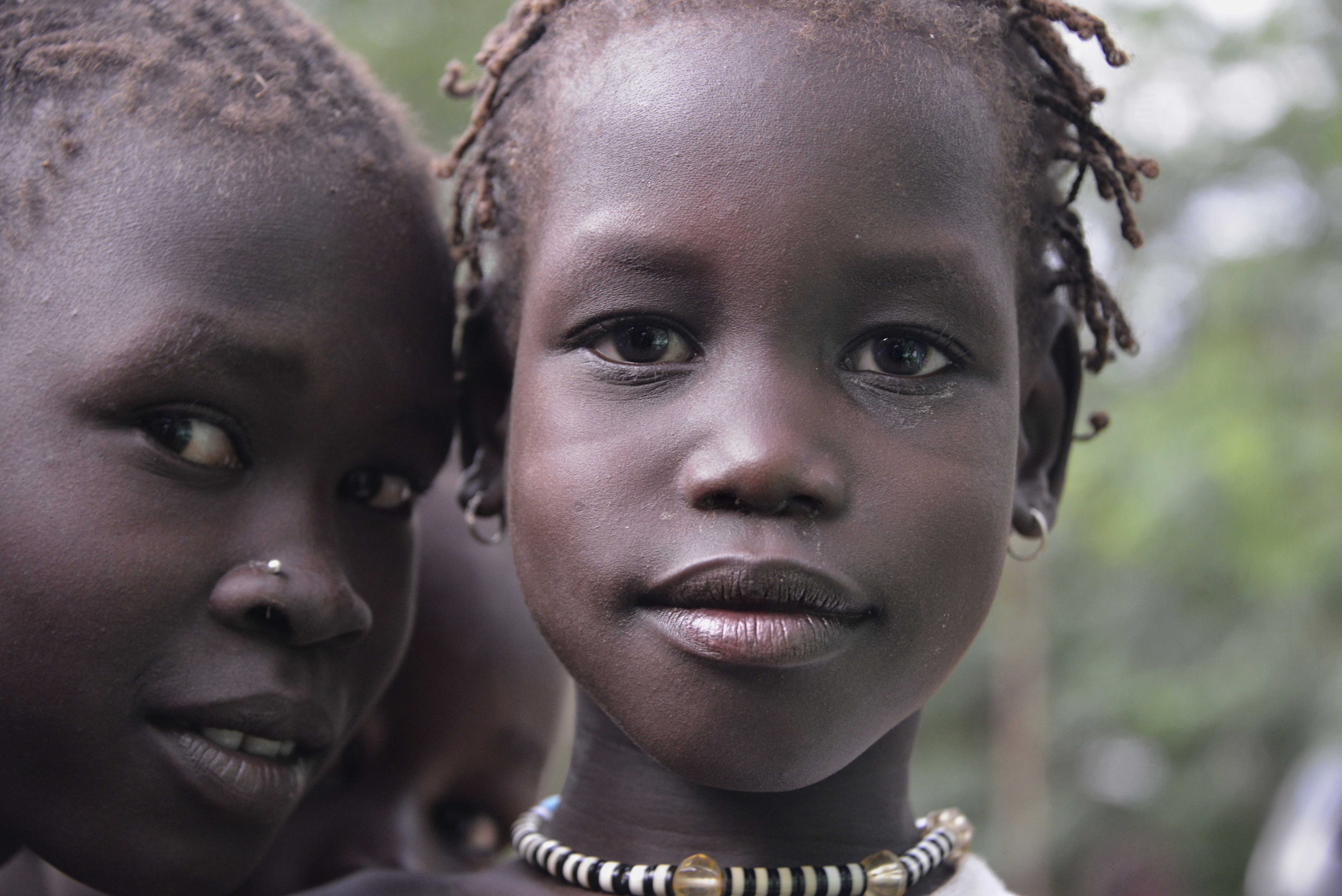
東非女孩
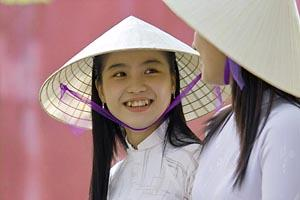
穿著越南长袄的女孩
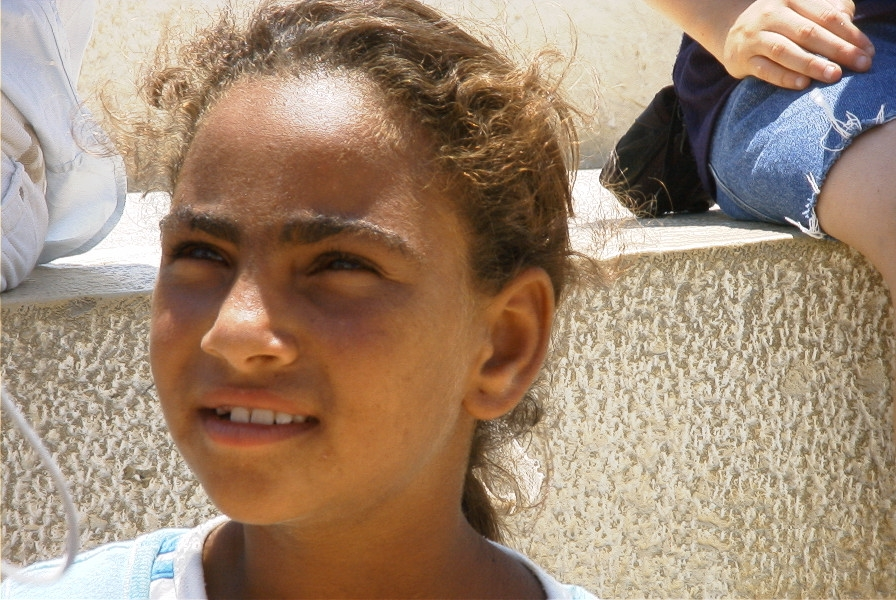
埃及女孩
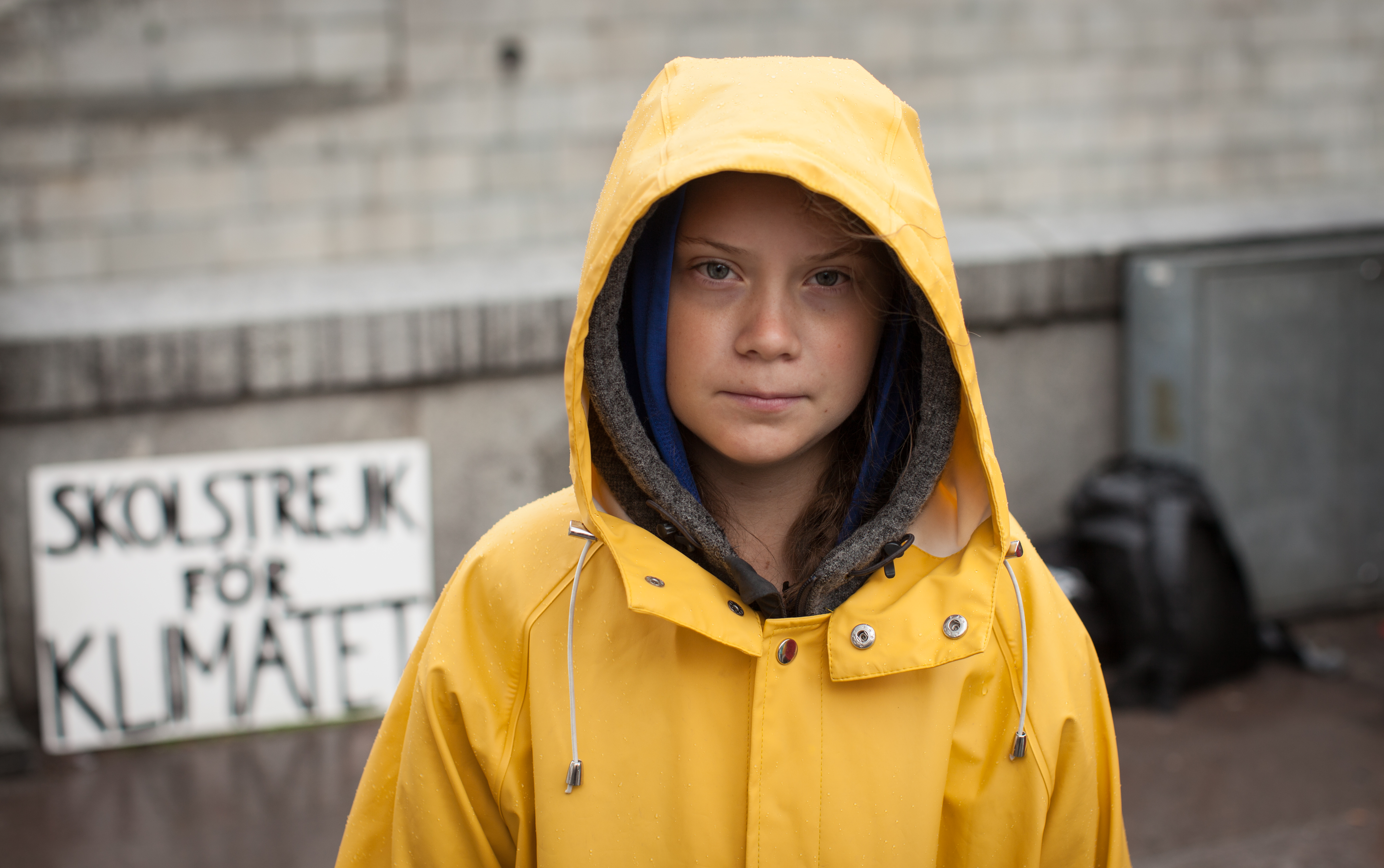
格蕾塔·通贝里
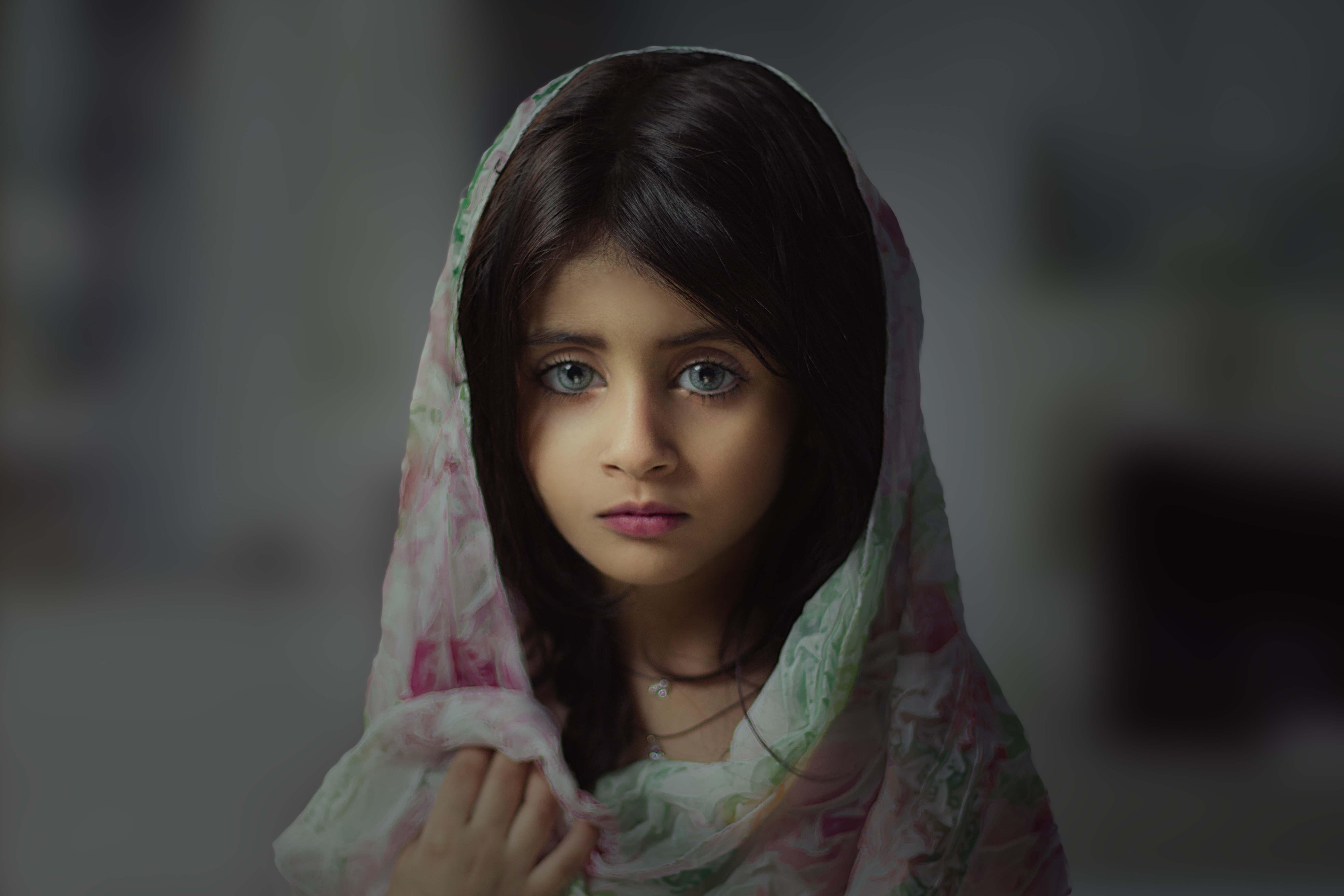
阿拉伯女孩
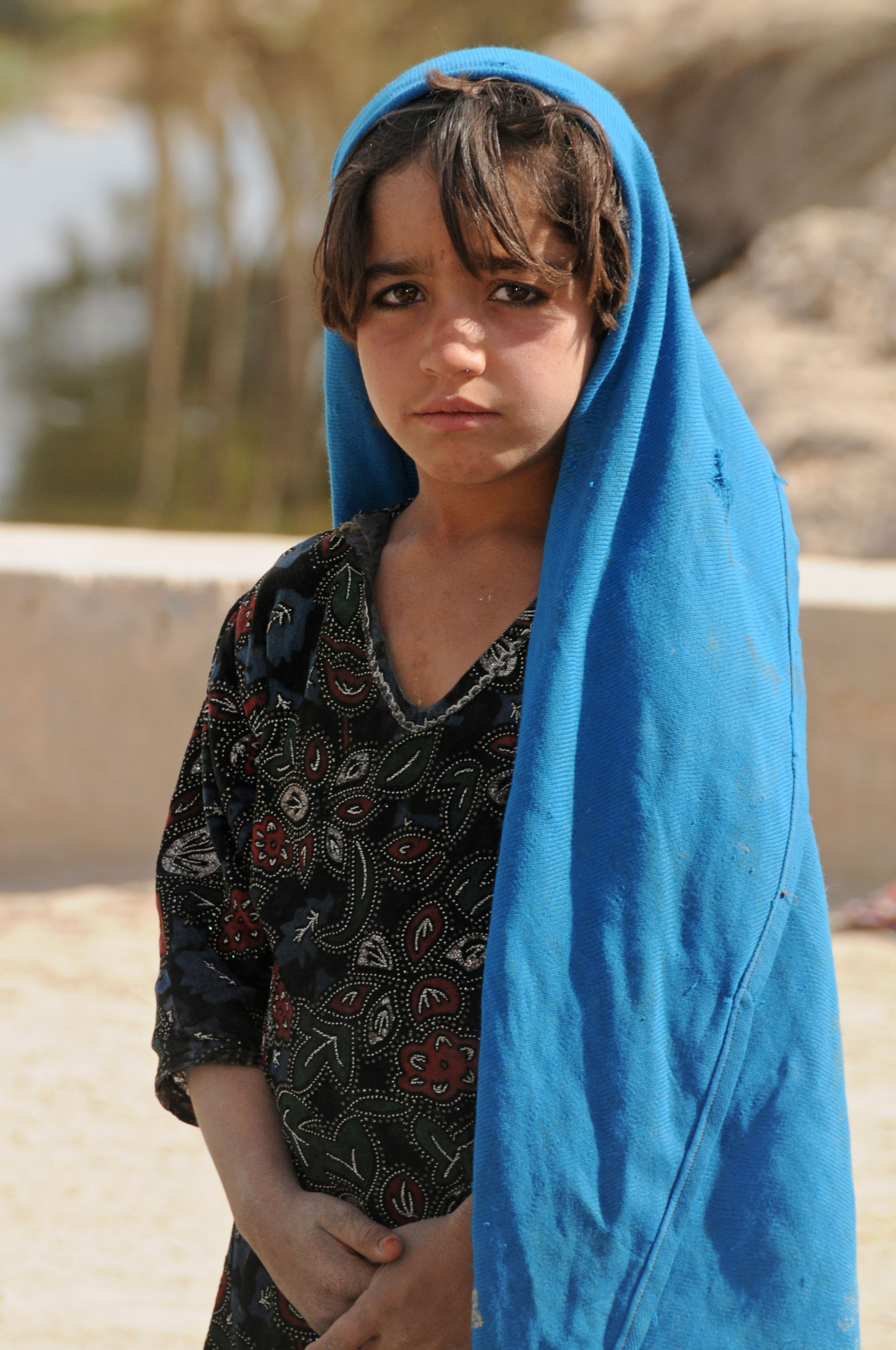
阿富汗女孩
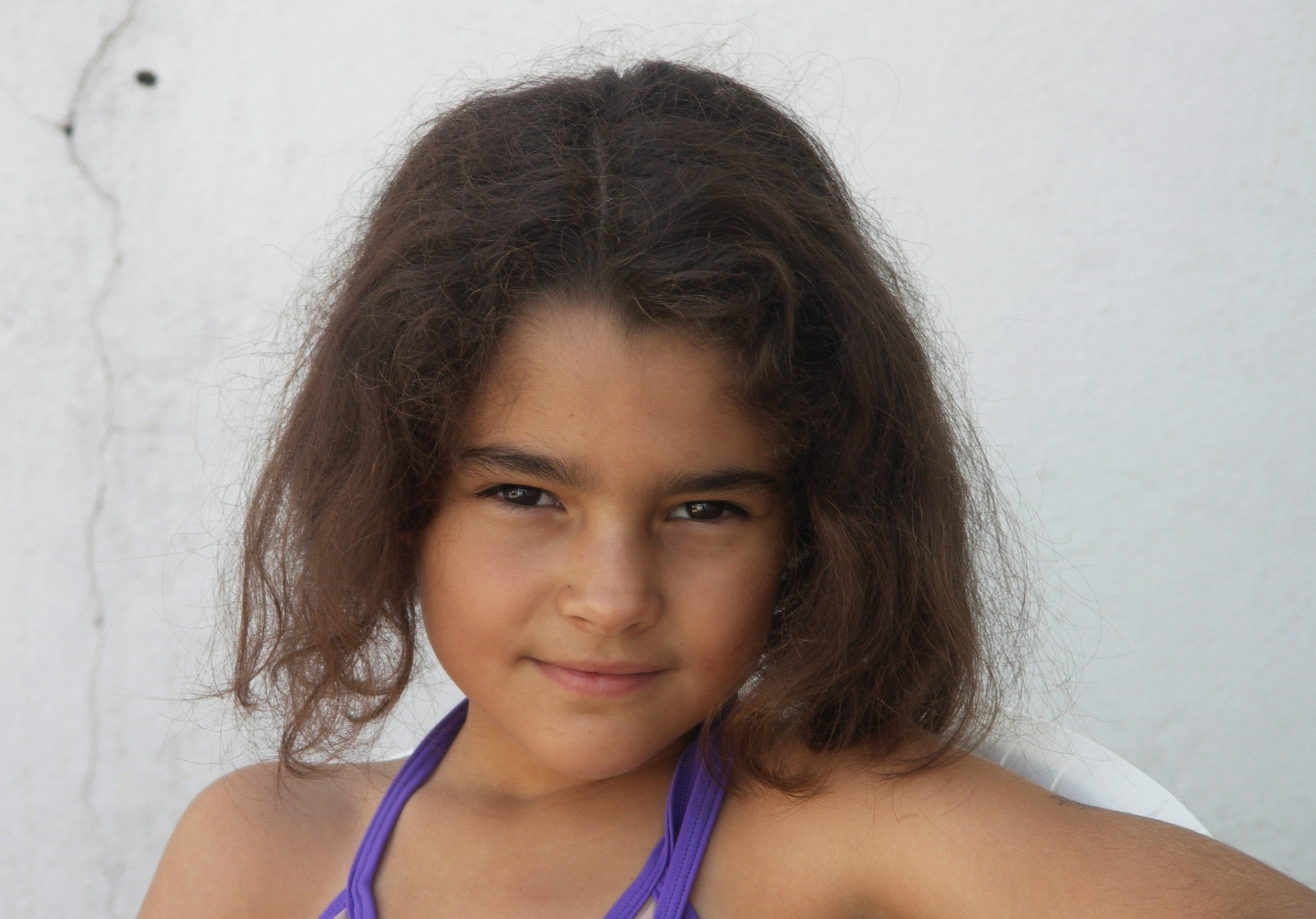
葡萄牙女孩